# Giasone (mitologia)

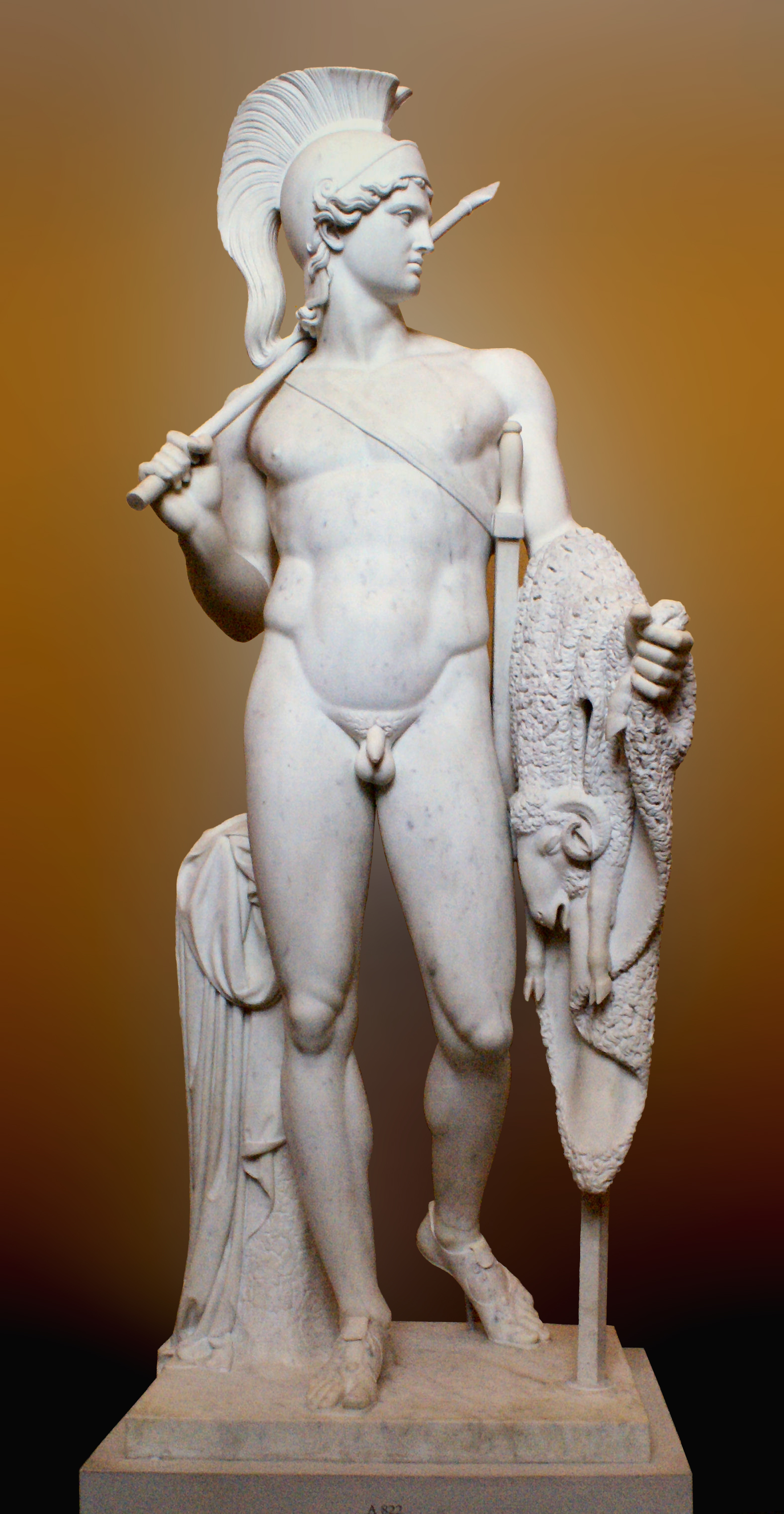
Giasone col Vello d'oro (1802), opera di Bertel Thorvaldsen.

Giasone (pronuncia: Giasóne o Giàsone, in greco antico: Ἰάσων?, Iásōn) è una figura della mitologia greca, discendente di Ermes per parte di madre (di cui era il bisnipote) e, secondo alcune tradizioni, del dio Apollo per via paterna.
Figlio di Esone, re di Iolco, e di Alcimede, fu sposo della maga Medea. È noto per essere stato a capo della spedizione degli Argonauti, finalizzata alla conquista del vello d'oro.
Volendo riconquistare il trono di Iolco usurpato al padre Esone dal fratellastro Pelia, Giasone dovrà andare alla conquista del vello d'oro, la pelle dell'ariete dorato che si trova nella Colchide presso il re Eeta, a capo di un gruppo di eroi, gli Argonauti, che formano l'equipaggio della nave Argo. Grazie all'aiuto della maga Medea, figlia di Eeta, riuscirà nell'impresa e, dopo le molte peripezie che caratterizzeranno tutto il viaggio, tornerà a Iolco per reclamare il trono che fu del padre. Morirà trovandosi sulla stessa Argo, ormai fatiscente, a causa di un suo cedimento.

## Il mito

### I primi anni

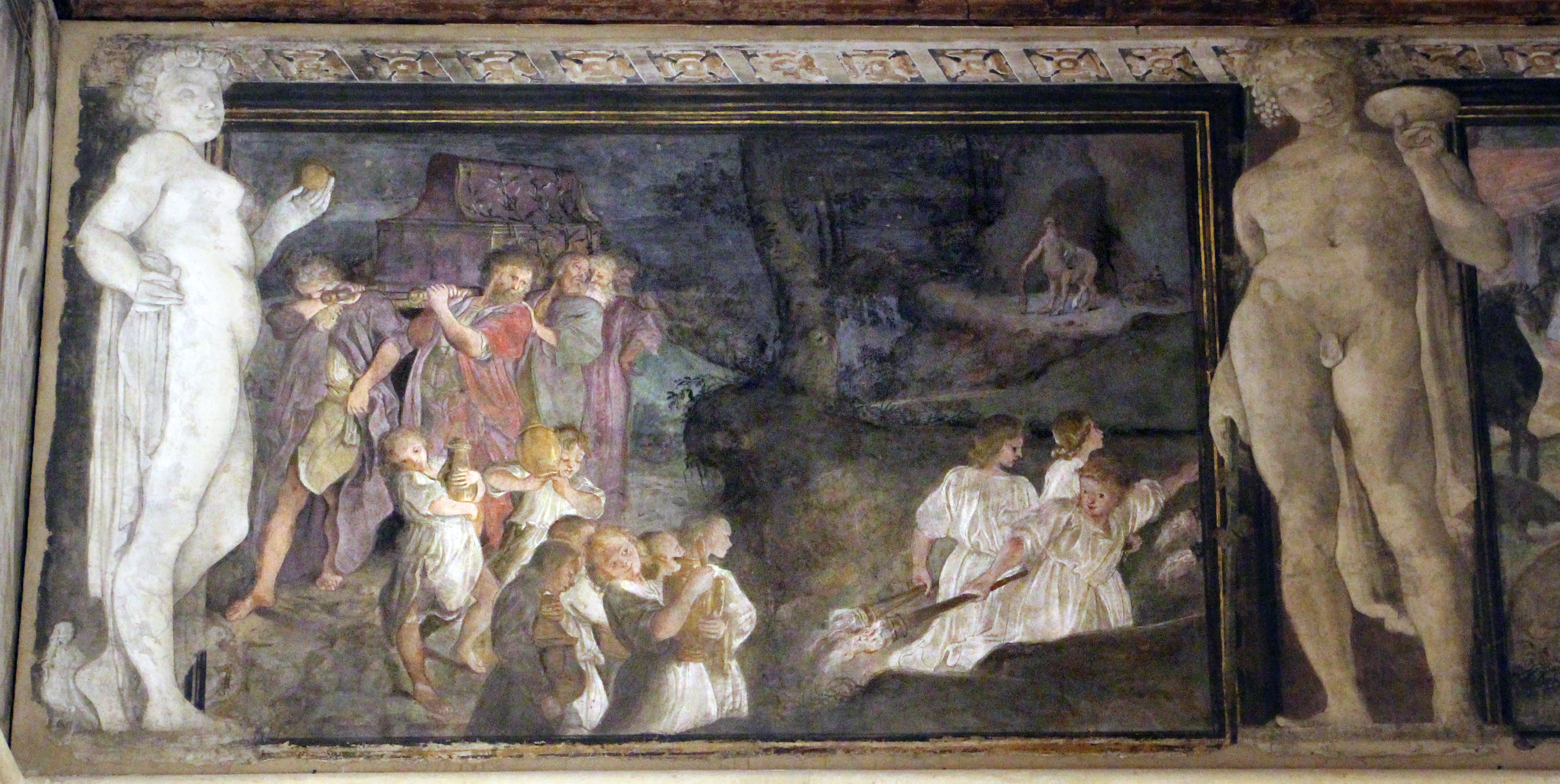
Il finto funerale di Giasone riprodotto nell'affresco di Annibale Carracci, 1584

#### In fuga dall'usurpatore
Pelia, figlio del dio del mare Poseidone e di Tiro (madre anche di Esone e quindi suo fratellastro), era assetato di potere e ambiva a dominare l'intera Tessaglia. Dopo un'aspra contesa detronizzò Esone, uccidendo tutti i suoi discendenti, ma Alcimede, moglie di Esone, che aveva appena avuto un piccolo di nome Giasone, lo salvò da Pelia, facendo raggruppare le donne intorno al neonato e facendole piangere per far credere che il bambino fosse nato morto. Alcimede mandò il figlio dal centauro Chirone perché badasse alla sua educazione e per sottrarlo alla violenza di Pelia; questi, sempre timoroso che qualcuno potesse usurpargli il trono, consultò un oracolo che lo avvertì di stare attento a quando avrebbe incontrato un uomo con un solo sandalo.

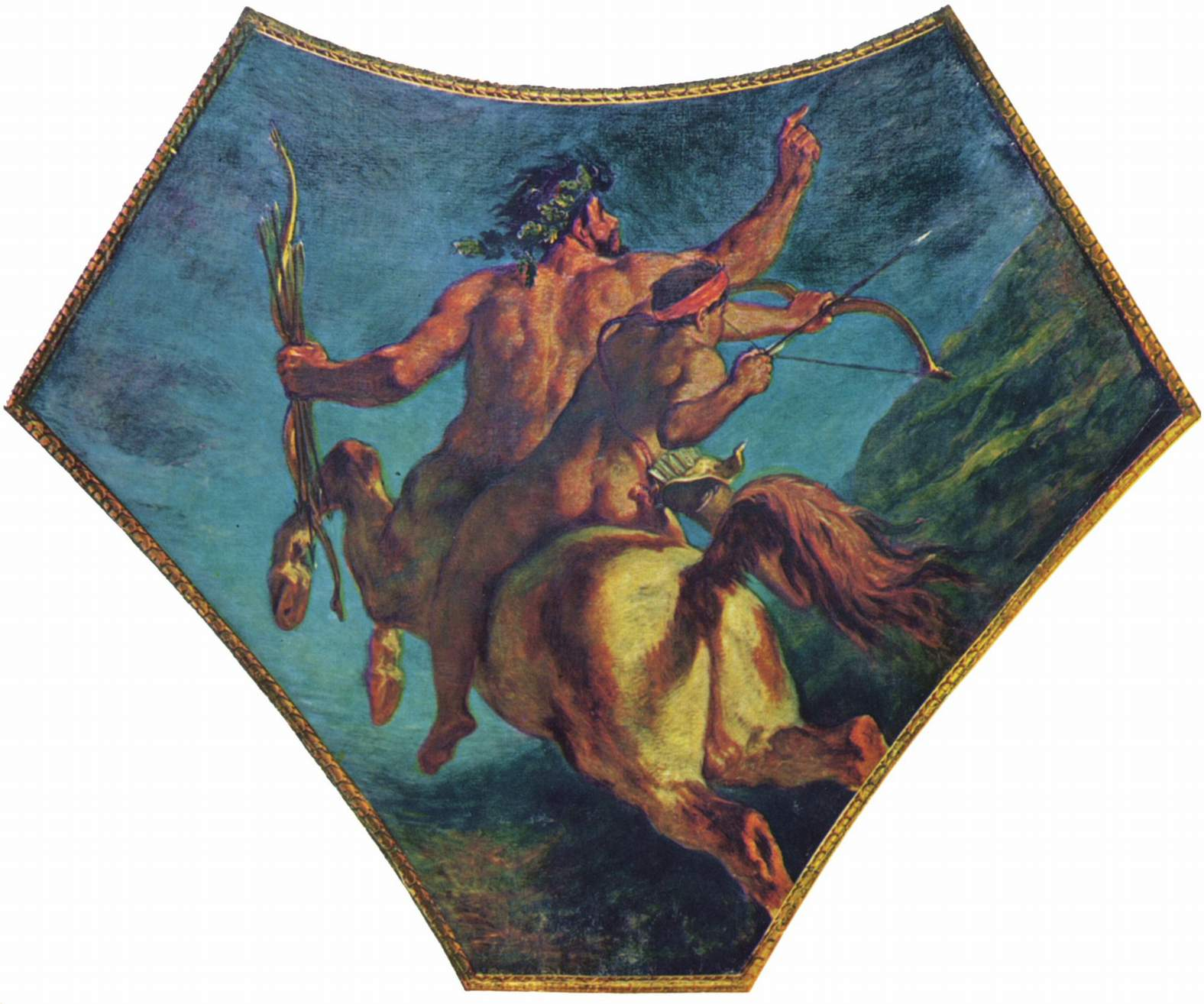
Il centauro Chirone insegna l'arte della caccia ad un giovincello.

#### Primi successi
Giasone crebbe sotto l'ala protettrice del saggio centauro che lo istruì nell'arte della caccia e nell'uso delle armi tanto che l'eroe, ancora adolescente, trovandosi di fronte ad un feroce leopardo che terrorizzava gli abitanti della regione di Dasoktima Polydendriou, dopo un duro scontro, riuscì ad avere la meglio sulla pericolosa fiera e a guadagnarsi il rispetto dei contadini e pastori della valle.
Sempre da allora Giasone avrebbe indossato la pelle del leopardo come mantello, memore del primo grande successo conseguito con le sue sole forze.

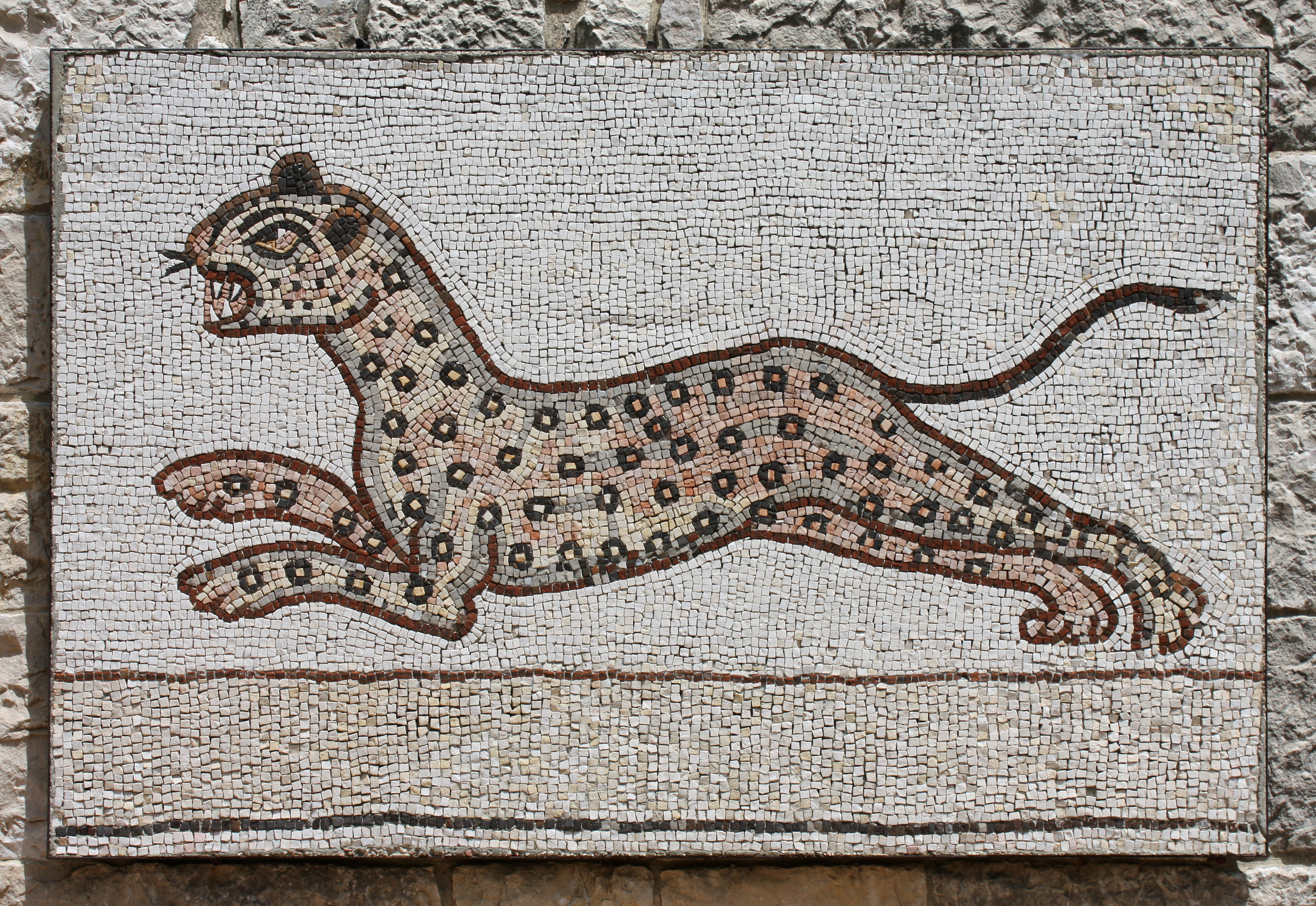
Nell'antica Grecia, dopo i leoni, non v'erano felini più temuti dei leopardi

Sempre in giovane età l'eroe aiutò la città di Herakleion (Pieria) a difendersi dai predoni Fenici, dei pirati che attaccavano spesso le coste poco difese della Pieria, dimostrandosi un capace guerriero e fine stratega nonostante fosse la sua prima vera guerra.

#### L'uomo con un solo sandalo

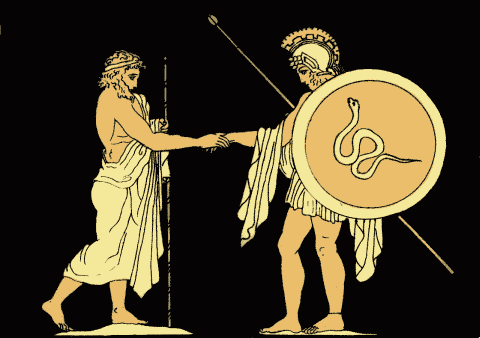
Pelia e Giasone (con un solo sandalo)

Molti anni dopo, mentre a Iolco si tenevano dei giochi in onore di Poseidone, arrivò Giasone, che perse uno dei sandali nel fiume Anauro mentre aiutava un'anziana (che era in realtà la dea Era travestita) ad attraversarlo; la donna lo benedisse perché sapeva cosa Pelia gli avrebbe riservato. Quando entrò nella città (l'odierna Volos) fu annunciato come l'uomo con un solo sandalo: Giasone reclamò il trono del padre, ma Pelia gli disse che l'avrebbe ottenuto solo dopo aver conquistato il vello d'oro. Giasone accettò la sfida e decise che la nave Argo da poco varata ( la più grande e magnifica nave mai costruita ) avrebbe ospitato un manipolo di grandi eroi, la sola ideale per codesta impresa .

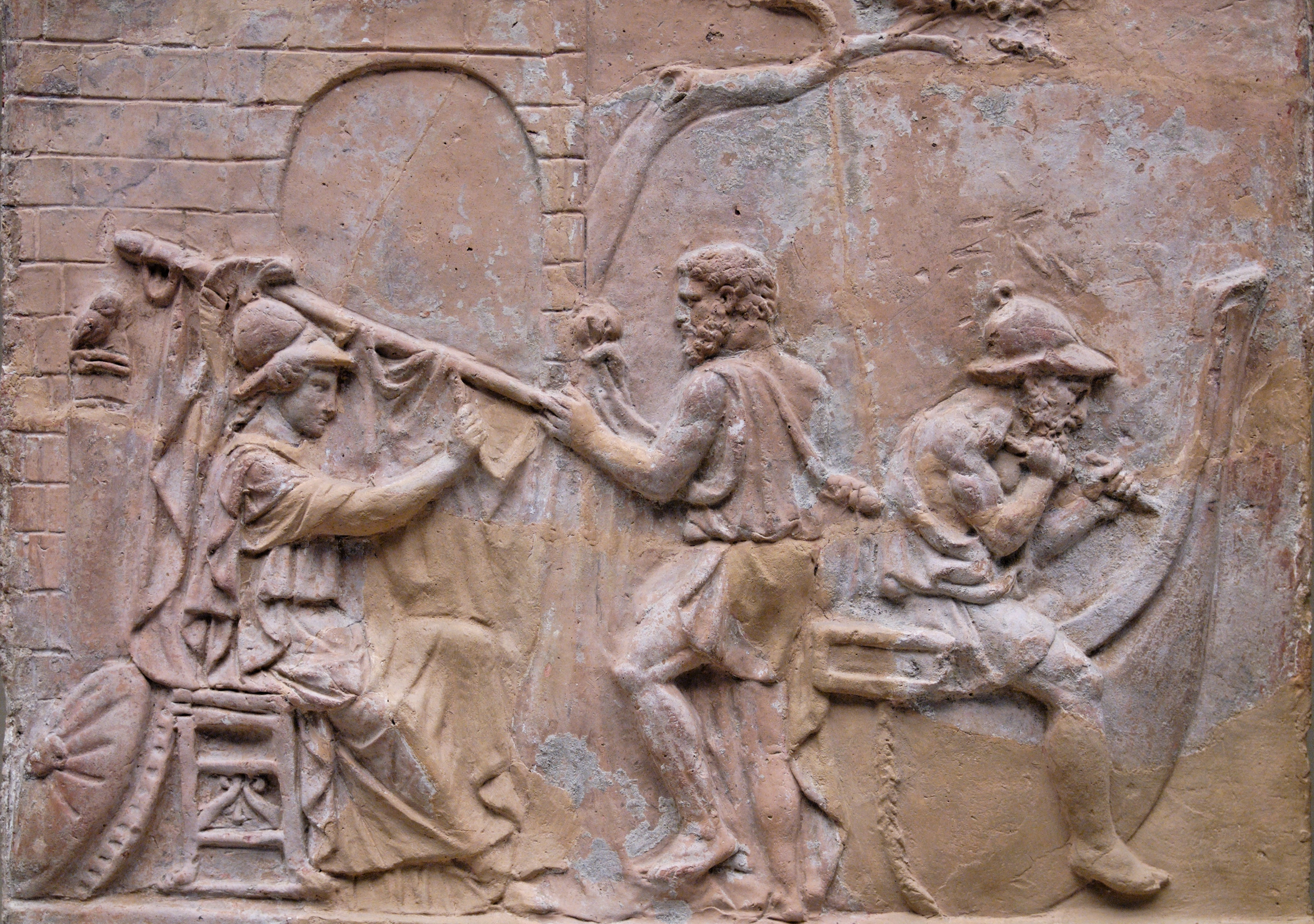
La costruzione della nave Argo da parte di Athéna (a sinistra), Tifide (al centro) e Argo (a destra), rilievo romano in terra cotta (I sec.; Londra, British Museum).

### La conquista del vello d'oro

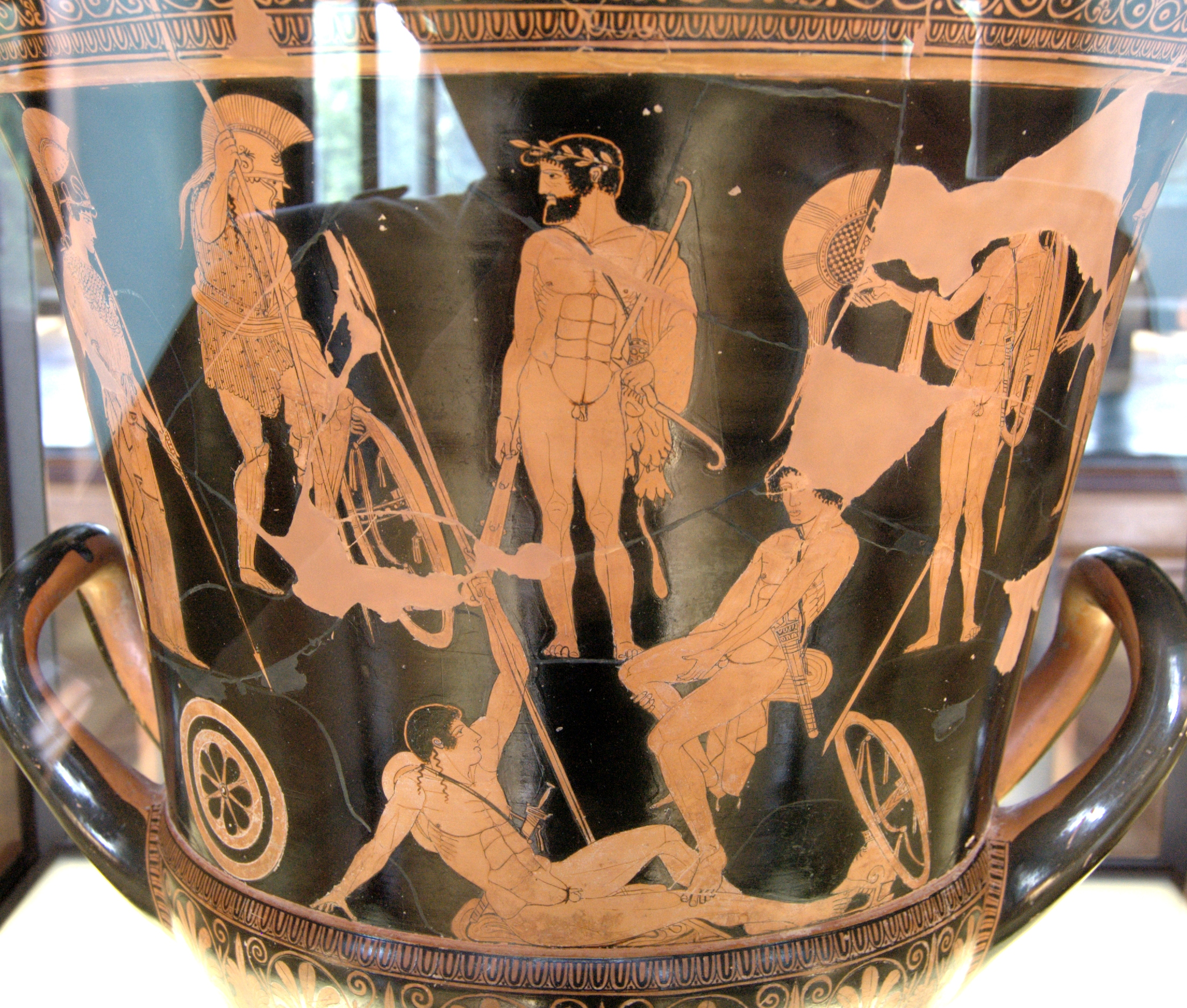
Giasone ed Eracle al raduno con gli altri Argonauti. Cratere attico a figure rosse da Orvieto. Pittore dei Niobidi, 460-450 a.C. (Louvre)

Giasone radunò un gruppo di eroi, noti con l'appellativo di Argonauti dal nome della nave Argo, tra cui figuravano il suo stesso costruttore Argo di Tespi, Calaide e Zete, figli di Borea e capaci di volare, Eracle, Teseo, Acasto (il figlio dello stesso re Pelia e, dunque, cugino di Giasone), la cacciatrice Atalanta, Ila, Meleagro, Filottete, Peleo, Telamone, Orfeo, Castore e Polluce, Linceo, Anceo, il timoniere Tifide, Laerte, Idmone, Polifemo di Larissa, Nauplio, Anceo il piccolo e Mopso, Issione ed Eufemo. Giasone, per decidere il capitano che avrebbe guidato la spedizione, propose un'elezione od una lotteria, ma Eracle, parlando a nome di tutti gli eroi, disse che nessuno sarebbe stato più degno e meritevole del compito di Giasone. Terminati i preparativi per la partenza e fatti i dovuti sacrifici per ingraziarsi gli dei, la gloriosa nave Argo fu pronta a prendere il largo. 

#### L'isola di Lemno

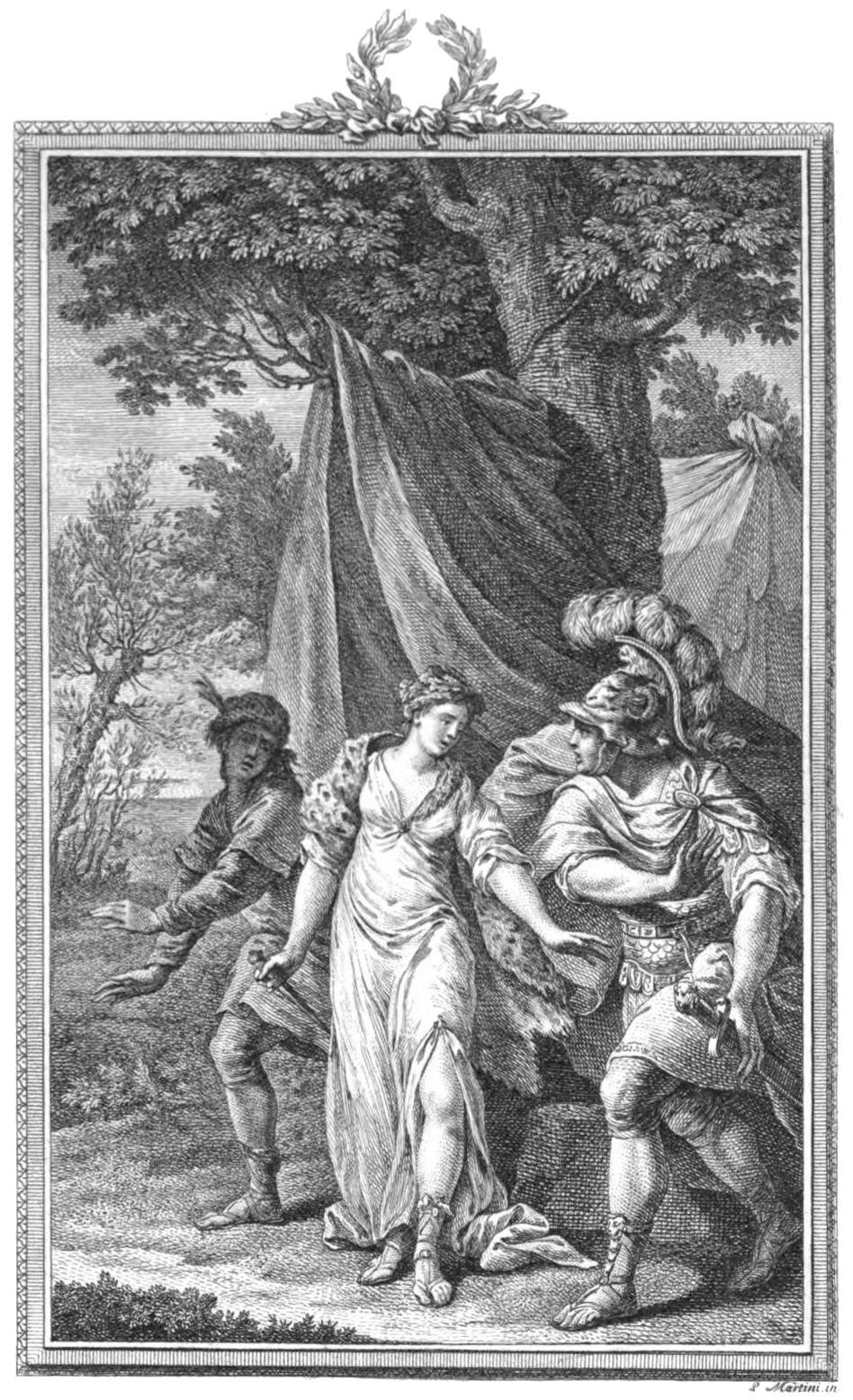
Giasone e la regina Ipsipile discutono

L'isola di Lemno, situata al largo della costa occidentale dell'Asia Minore, era abitata da donne che avevano ucciso i loro mariti: esse avevano trascurato di venerare Afrodite, la quale le aveva punite rendendole maleodoranti al punto da essere ripudiate dai maschi dell'isola. Gli uomini si erano allora legati a delle concubine provenienti dalla prospiciente terraferma, la Tracia, e le donne, furibonde, uccisero tutti i maschi mentre dormivano. Il re Toante venne salvato dalla figlia Ipsipile, che lo fece fuggire su una piccola nave, e le donne di Lemno vissero per qualche tempo senza uomini con Ipsipile come loro regina.
Durante la visita degli Argonauti, all'inizio le abitanti erano ostili a vedere tale nave, poi, convocato un concilio, grazie al parere dell'anziana Polisso, le donne ricevettero Mopso e tutta la compagnia, gli Argonauti si unirono alle donne procreando una nuova prole, cosiddetta dei Mini: lo stesso Giasone divenne padre di due gemelli avuti dalla regina. Eracle li spinse a ripartire, disgustato dalla loro ridicolaggine, e restò fuori dai bagordi, fatto strano se si considerano le tante relazioni che ebbe con altre donne.

#### Lo stretto dei Dardanelli

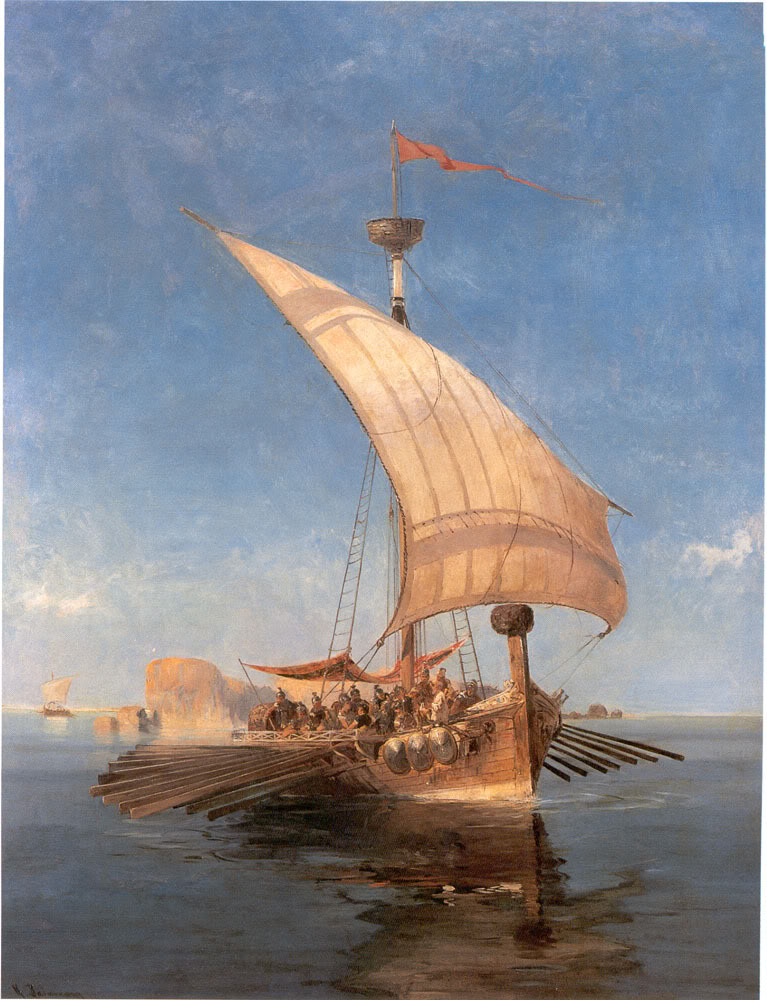
Argo in un dipinto di Konstantinos Volanakis

Per i viaggiatori era appena cominciata la parte più pericolosa del viaggio: il superamento dello Stretto dei Dardanelli. Le navi troiane del re Laomedonte perlustravano tutto il giorno l'unica via percorribile per Giasone e i suoi. Inoltre Eracle, nel corso della sua nona e, al tempo, ultima fatica, aveva avuto degli alterchi con il sovrano fannullone il quale non voleva pagare un tributo dopo che questi aveva salvato la figlia dalle grinfie di un drago marino. Sfruttando l'incredibile vista notturna di Linceo, Giasone decise di superare lo stretto al calar delle tenebre, con solo la Luna e le Stelle a far loro da guida nella notte.

#### La tragica fine del giovane re Cizico

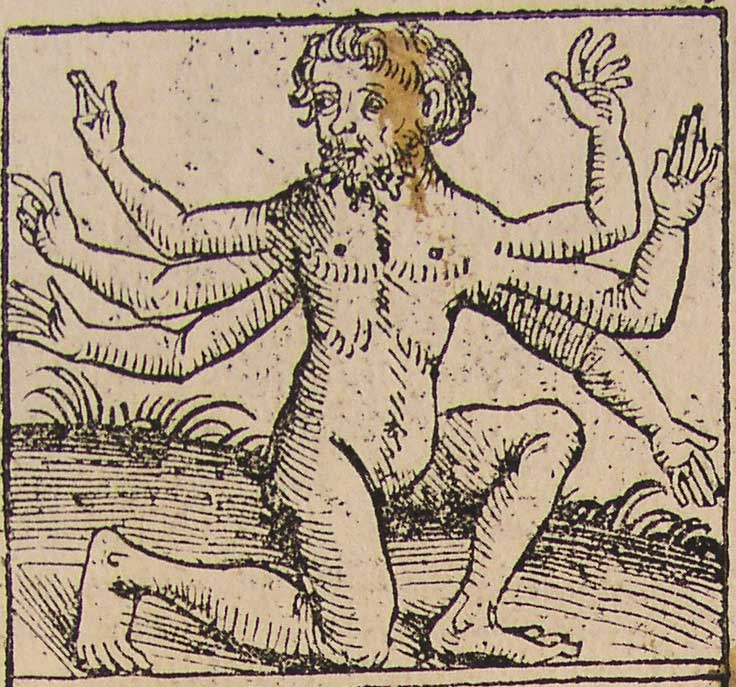
Illustrazione di uno dei Gigeni affrontati da Giasone e i suoi dal Nuremberg Chronicle (1493)

Dopo Lemno gli Argonauti approdarono nella terra abitata dai Dolioni, venendo amichevolmente accolti dal loro giovanissimo re Cizico, che era figlio di un amico defunto di Eracle. Il sovrano rivelò ai navigatori che la loro terra era vessata dai continui attacchi dei pirati e Ancor più dai temibili giganti Dolioni (dei Gigeni: esseri grandi la metà di un ciclope ma dotati di sei braccia): dopo che Eracle con le sue frecce ne uccise molti che tentavano di distruggere la nave Argo scagliandovi pietre e Giasone aiutato da Atalanta ebbe la meglio sul loro capo decapitandolo, il re Cizico decise di invitare gli eroici navigatori al suo stesso matrimonio donando loro il peso del divino Eracle in doni e monili preziosi. Gli Argonauti poi ripartirono ma persero l'orientamento, riapprodando nuovamente nello stesso luogo in una notte senza luna; ciò fece sì che Dolioni e Argonauti non si riconoscessero. Cizico e i suoi uomini scambiarono gli Argonauti per pirati e li assalirono ma ebbero la peggio e tra le vittime ci furono lo stesso re (trafitto proprio dalla lama di Giasone) e il grande guerriero Artace ucciso per mano del forte Meleagro. Solo all'alba gli Argonauti si resero conto del terribile errore che avevano commesso e non rimase altro da fare che seppellire i Dolioni morti. Clite, la moglie di Cizico, si suicidò per il dolore.

#### Misia

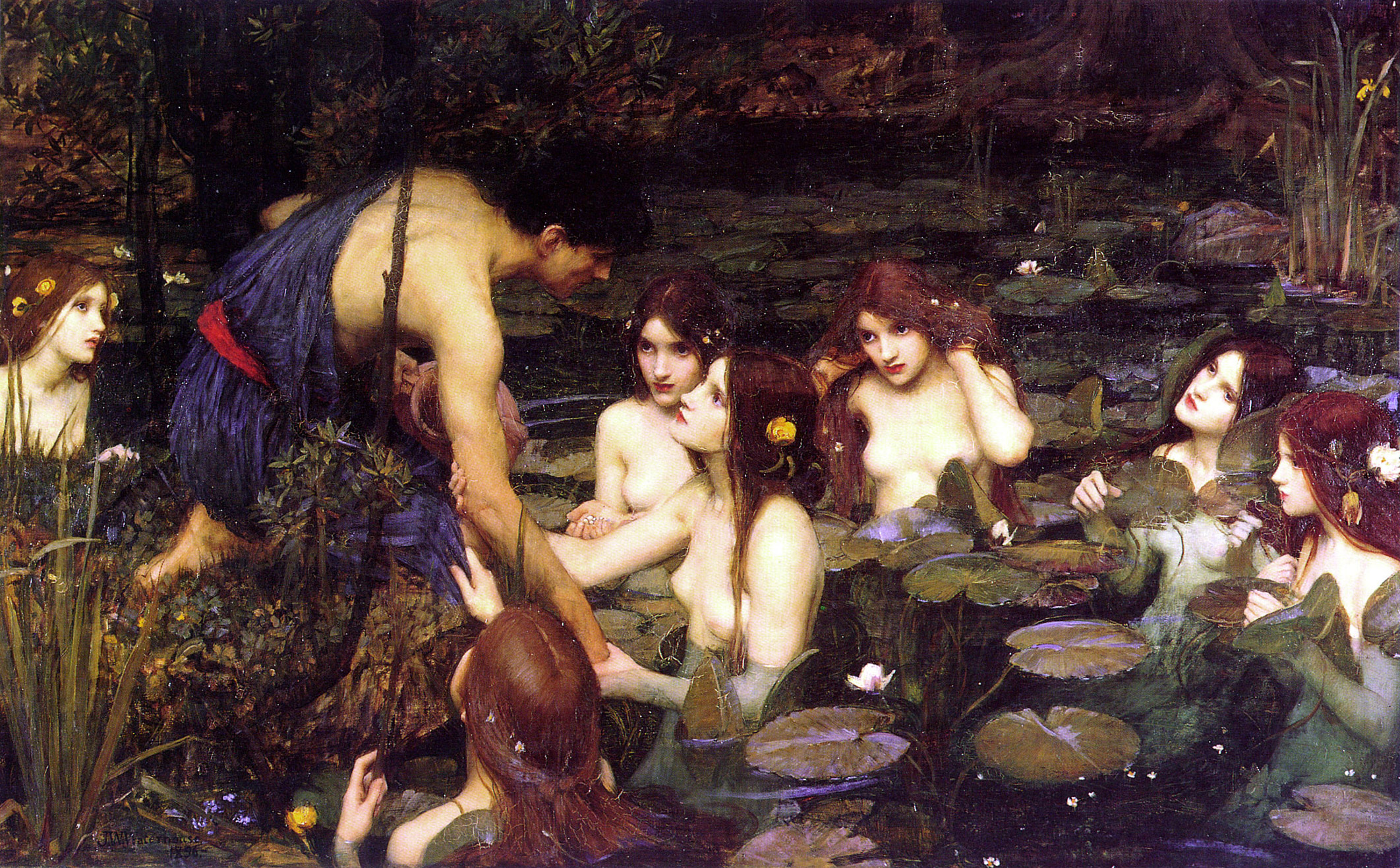
Ila e le Ninfe - opera di John William Waterhouse (1896)

Quando gli Argonauti giunsero nella Misia, alcuni di essi, tra cui Eracle e il suo servo Ila, andarono in perlustrazione alla ricerca di cibo e acqua. Le ninfe, che abitavano il corso d'acqua da dove si stava rifornendo Ila, furono attratte dal suo bell'aspetto e lo attirarono nel fiume. Il forte Polifemo udì le sue grida di aiuto e si mise a cercarlo disperatamente. Non riuscendo a trovarlo Giasone organizzò una ricerca per tutta l'isola, ma vana, Teseo trovò le anfore vuote di Ila nei pressi del corso d'acqua e Giasone concluse che il ragazzo fosse morto annegato, ma Eracle e Polifemo non vollero desistere: erano così intenti nella ricerca che lasciarono che gli Argonauti ripartissero senza di loro (sotto consiglio dello stesso Ermes). Di Ila, tuttavia, non si seppe più nulla.

#### Il grande scontro di Polluce contro Amico, re dei Bebrici.

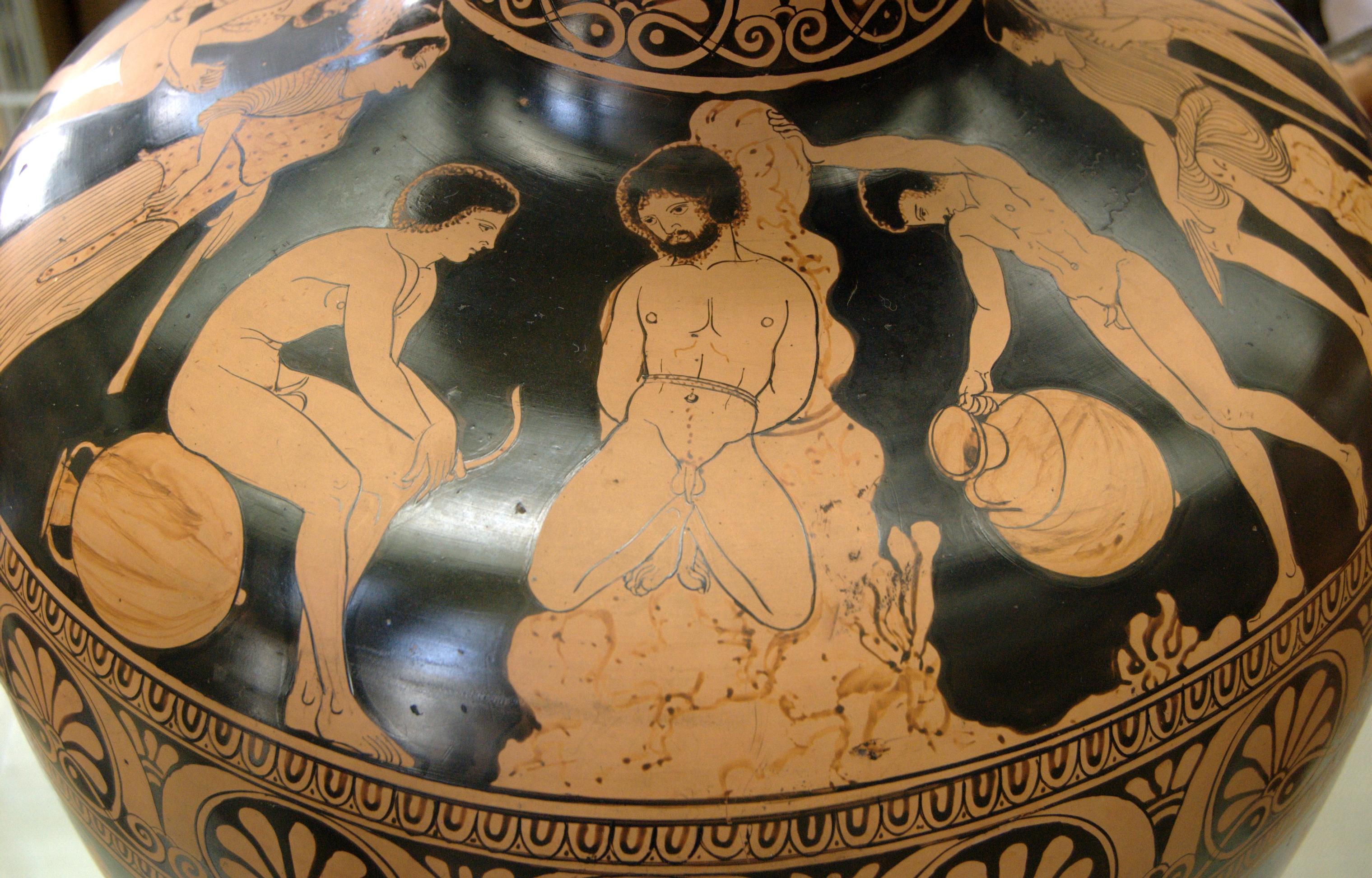
Amico legato dagli Argonauti opera del Pittore di Amykos, datata tra 425 e il 400 a.C. e conservata nella seconda stanza del piano principale del Musée des monnaies, médailles et antiques di Parigi.

Ancora alla ricerca di acqua Giasone decise di perlustrare l'entroterra di una lussureggiante costa della Bitinia assieme ai fratelli Dioscuri, Teseo e Idmone, arrivati nei pressi di una fonte gli Argonauti dovettero superare l'avversità del grosso Amico, un uomo gigantesco che sfidava a pugilato (sino all'ultimo sangue) chiunque volesse abbeverarsi alla fonte dono di suo padre Poseidone.
Gli Argonauti, sedutisi nella sabbia della spiaggia adiacente al mare, videro Polluce combattere contro Amico, il re dei Bebrici, all'inizio il dioscuro subì i colpi del suo avversario, però, avendo capito la sua tattica, riuscì a sconfiggerlo.
Dopo la vittoria di Polluce il popolo dei Bebrici entrò in confusione e subirono una grossa razzia sia dai Mariandini che dagli Argonauti stessi, gli eroi dopo essersi riforniti salparono con grande gioia inorgogliti dall'avere nel loro equipaggio il pugile più forte della Grecia.

#### Fineo e le Arpie.

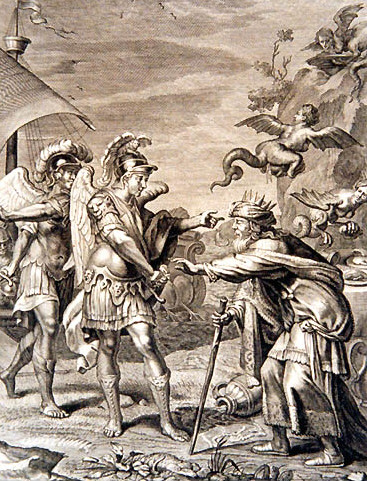
Calai e Zete liberano Fineo dalle arpie – Bernard Picart (1673–1733)

Giasone giunse quindi alla corte di Fineo nella Tracia dove Zeus mandò le Arpie, donne alate, a rubare ogni giorno il cibo del re ed insozzare la sua tavola: tempo prima, infatti, il sovrano si era reso colpevole di rivelare ai mortali il futuro e destino progettato dagli dei in quanto ospite al banchetto divino sul monte olimpo. Giasone ebbe pietà dello scheletrico sovrano e uccise le Arpie al loro arrivo dopo un breve ma intenso scontro adoperando reti e funi della nave Argo; in altre versioni, Calaide e Zete le scacciarono in volo e solo una venne uccisa dal giavellotto di Giasone. In cambio del favore Fineo rivelò a Giasone la posizione della Colchide e come superare le Simplegadi, isole in perenne collisione. Gli Argonauti ripresero dunque il loro cammino.

#### L'attraversamento delle Simplegadi.

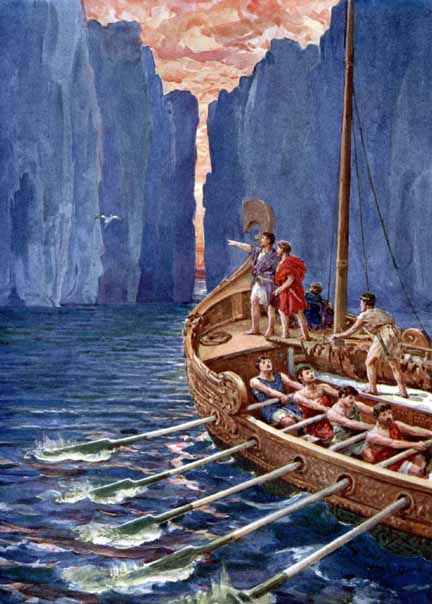
Illustrazione di Howard Davie perThe Heroes di Charles Kingsley. Giasone e Argo di Tespi osservano il volo della colomba prima di superare le famigerate Simplegadi.

L'unico modo per raggiungere la Colchide era quello di passare attraverso le Simplegadi, enormi scogli in perenne collisione che stritolavano tutto ciò che passasse attraverso loro. Fineo aveva raccomandato a Giasone di liberare una colomba mentre si avvicinavano a queste isole: se la colomba fosse riuscita a passare avrebbero dovuto remare con tutte le loro forze, mentre se fosse stata stritolata la sorte della spedizione sarebbe stata destinata al fallimento. Giasone liberò la colomba, che riuscì a passare perdendo solo qualche piuma dalla coda: gli Argonauti allora remarono con tutte le loro forze, riuscendo a passare e riportando solo un lieve danno alla poppa della nave. Da quel momento le isole in collisione rimasero unite per sempre, lasciando libero il passaggio.

#### Attraverso il Mar Nero

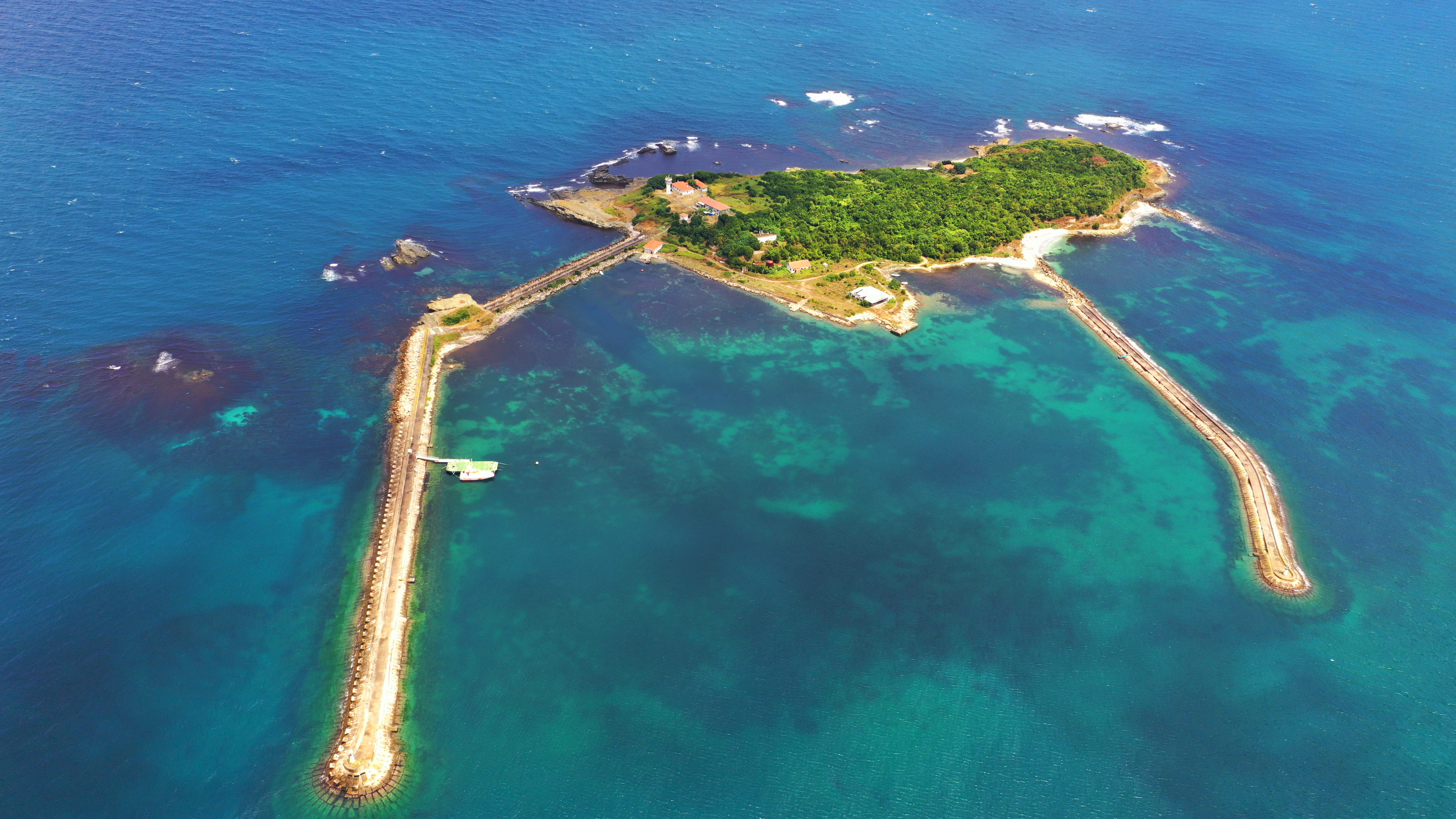
L'Isola di Tinia (Kefken) cara al dio Apollo.

Gli Argonauti ripresero il largo dopo essersi fermati lungo le coste del Ponto Eusino per riparare la poppa della nave precedentemente danneggiata e rifornirsi di viveri. Prima di tirare innanzi vennero raggiunti da Polifemo che dalla Misia non aveva smesso di seguire le loro tracce sicuro che avrebbe ritrovato i suoi compagni: Tifide e lo stesso Giasone si dissero rammaricati per averlo dovuto abbandonare, pur avendo compiuto il volere degli dei. Giunti sulle sponde dell'isola di Tinia Giasone decise di perlustrare l'entroterra col giovane Laerte e l'indovino Idmone, che tuttavia consigliò ai compagni di tornare sulla nave, dopo aver scorto con loro, nei pressi di un'altura, l'imponente sagoma del dio Apollo, temendo di trovarsi su un suolo sacro alla divinità. Dopo qualche giorno di navigazione, gli Argonauti attraccarono al paese dei Mariandini, dove vennero ospitati dal re Lico con tutti gli onori., nonostante l'ospitalità questa si rivelò una tappa amara del viaggio: durante una battuta di caccia al cinghiale tenuta tra il sovrano, Telamone, Atalanta e Idmone, quest'ultimo venne disarcionato e ucciso dalla bestia (poi finita da Atalanta), mentre il timoniere Tifide morì d'una malattia improvvisa spirando tra le braccia di Linceo e Anceo che lo avrebbe sostituito nel governare la nave Argo. Alla luce dei tristi avvenimenti, il re Lico chiese a Giasone che suo figlio Dascilo potesse prendere parte alla ricerca del vello come segno di amicizia ed in virtù dei buoni rapporti del suo regno con i popoli vicini.

#### Molti Incontri

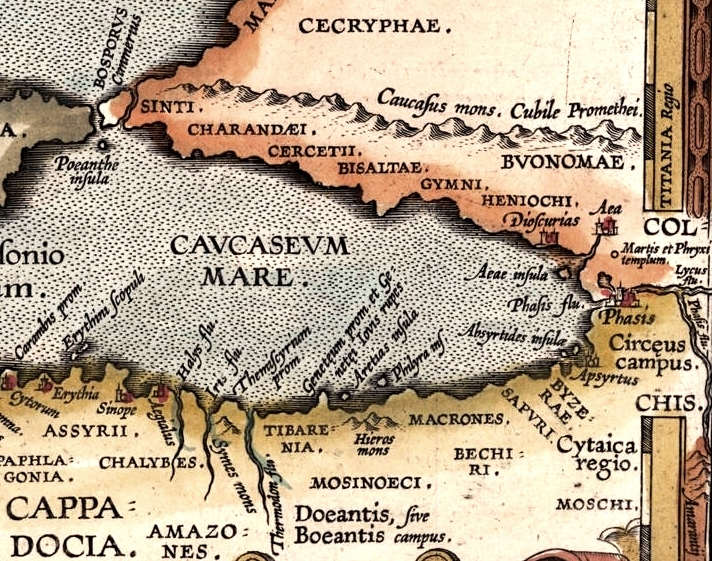
Calibi, Assiri, Tibareni, Amazzoni e altri popoli incontrati dagli Argonauti nella traversata del Mar Nero in una mappa di Abraham Ortelius, 1624

Il figlio di Lico essendo poliglotta si rivelò sin da subito un valido membro argonauta, anche in virtù delle conoscenze sulle strane usanze, tradizioni e costumi tra i popoli barbari che abitavano le coste e isole del Mar Nero. Sfruttando l'odio che Calibi e Mossineci provavano per i potenti e bellicosi Tibareni signori della forgiatura del ferro, gli Argonauti guidarono una piccola rivolta e saccheggiarono una delle loro roccaforti (la odierna Perşembe ), anche se al prezzo della vita di Polifemo, in assoluto il più forte Argonauta dopo Telamone, che per difendere i gemelli Castore e Polluce dalle orde nemiche fece scudo del proprio corpo. Dopo aver sepolto il loro compagno con i dovuti onori, Giasone decise di ripartire non appena il tempo lo avesse consentito. Non avevano ancora preso il largo che due navi delle famigerate Amazzoni li intercettarono: provenivano da una colonia che confinava con i bellicosi Calibi. Nonostante l'odio e rancore che esse ancora provavano per Teseo che aveva assaltato con Eracle la loro madrepatria e ucciso la regina, esse decisero di ospitarli riconoscenti per avere meno pressioni sui loro confini e che Dascilo figlio del loro alleato facesse parte del gruppo, a patto che Teseo restasse sulla nave e Giasone e i suoi deponessero le armi durante il periodo di permanenza sulle loro coste.

#### L'isola di Ares

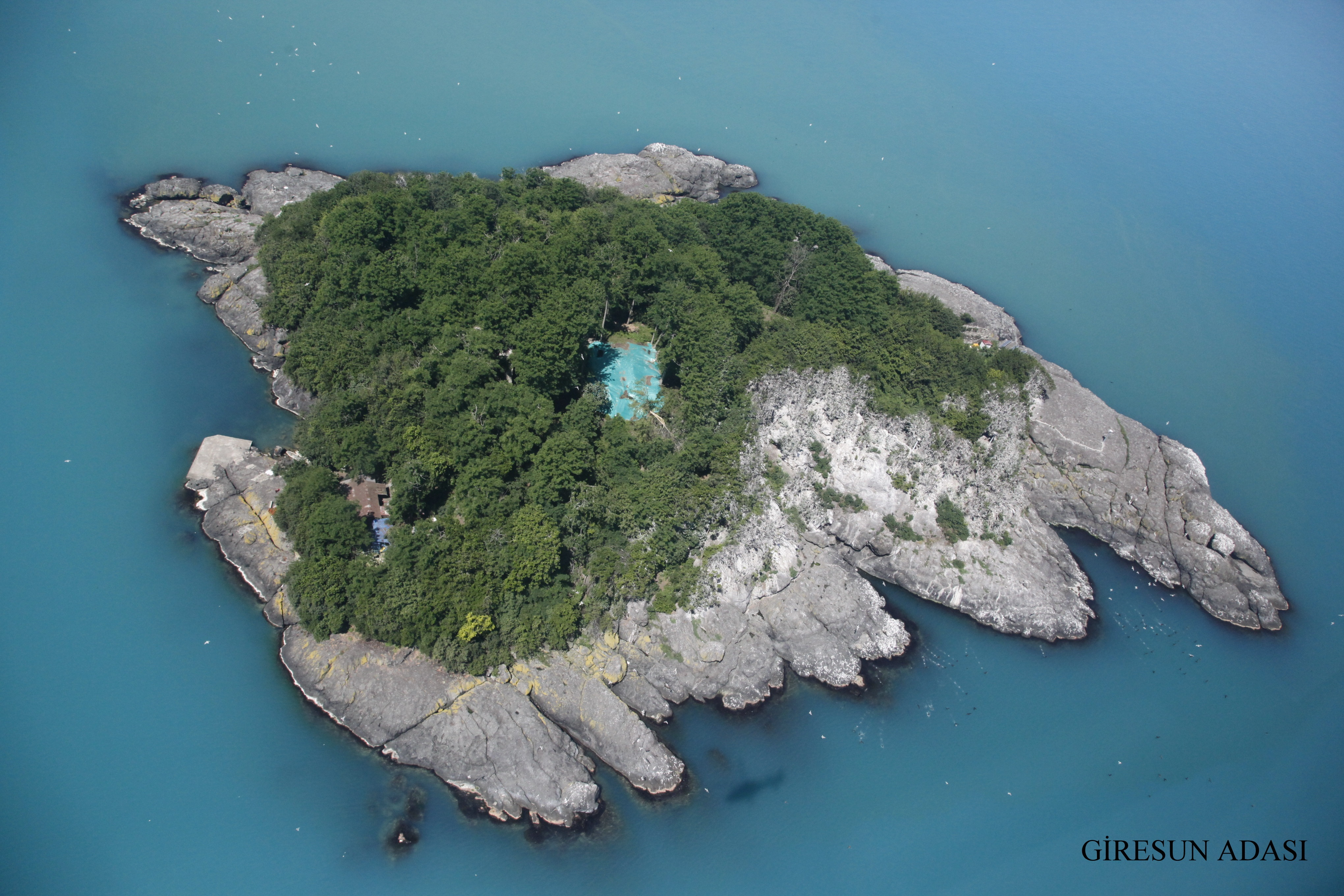
Isola di Ares (Giresun Adasi) vista dall'alto.

Successivamente gli Argonauti si avvicinarono pericolosamente all'isola di Ares, luogo di rifugio degli uccelli del lago Stinfalo dopo che Eracle, durante la sua sesta fatica, li scacciò dalla loro terra natia. La particolarità di queste pericolose bestie stava nel fatto di possedere becchi e artigli di bronzo, che adoperavano colpendo in stormo: in un batter d'occhio distrussero la vela della nave Argo e ferirono il giovane Laerte, Igino ed il timoniere Anceo. In cerca di vendetta e volendo mettere alla prova le proprie abilità Giasone decise di sbarcare sull'isola assieme ad alcuni tra i più forti e capaci cacciatori e guerrieri Argonauti. Un nugolo di frecce investì le terribili bestie alate che da quel giorno non si fecero mai più vedere da quelle zone. Terminata la gara, a Giasone spettò la vittoria avendo ucciso il numero maggiore di uccelli (7), seguito da Atalanta e Polluce (6), poi Telamone, Zete, Filottete e Linceo (5), ancora Teseo e Castore (4), ed infine Igino (3) e Nauplio (2).
Gli eroi ritornarono a bordo dell'Argo dopo quella battuta di caccia, solo Teseo contestò il risultato della gara, forse proprio per essere stato battuto in uno dei suoi passatempi preferiti da una donna... .

#### I naufraghi

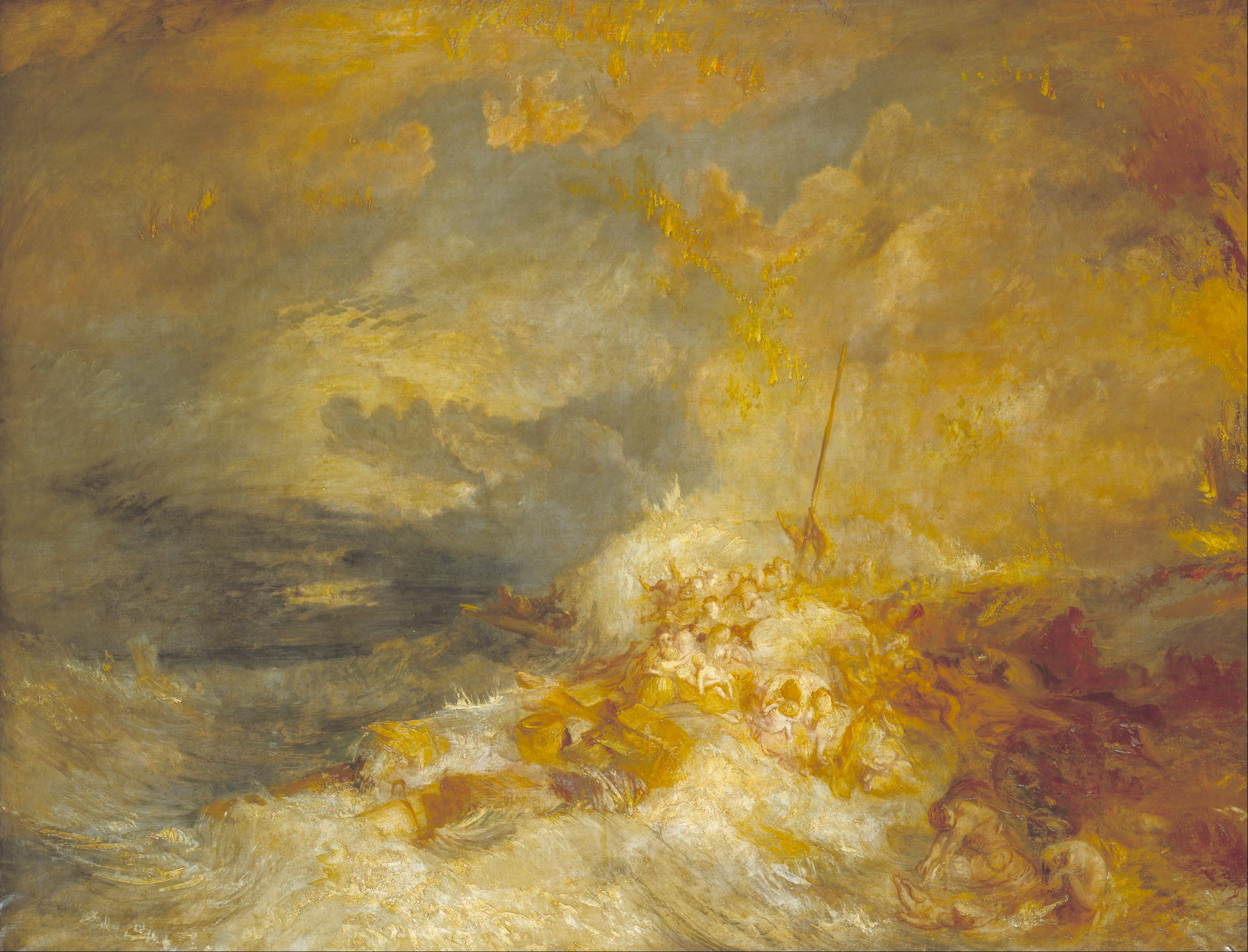
I naufragi sono sempre stati fonte di ispirazione per numerosi artisti, come William Turner

Gli eroi ripresero la navigazione, questa volta sicuri che sarebbero arrivati alla foce del fiume Fasi e, quindi, dritti alla metà del viaggio, tuttavia il viaggio era più faticoso a causa di venti contrari e cattivo tempo, ma purtroppo non c'era traccia di terra su cui sbarcare. Trascorsi che furono due giorni gli argonauti soccorsero alcuni uomini dal relitto di una nave incagliata in alcuni scogli. Dascilo li riconobbe subito: erano infatti i figli di Frisso, il ragazzo che aveva dato in dono il vello d'oro in cambio dell'ospitalità ricevuta, e quindi nipoti del re Eeta, fuggiti dopo che questi (che sempre li aveva odiati per il loro aspetto greco) aveva ucciso il loro padre e sottratto i loro averi. Giasone li accolse tra le sue file dopo aver rivelato lo scopo della missione e aver promesso che li avrebbe riportati nella città greca d'origine di Frisso come premio per il loro contributo all'impresa.

#### L'arrivo nella Colchide

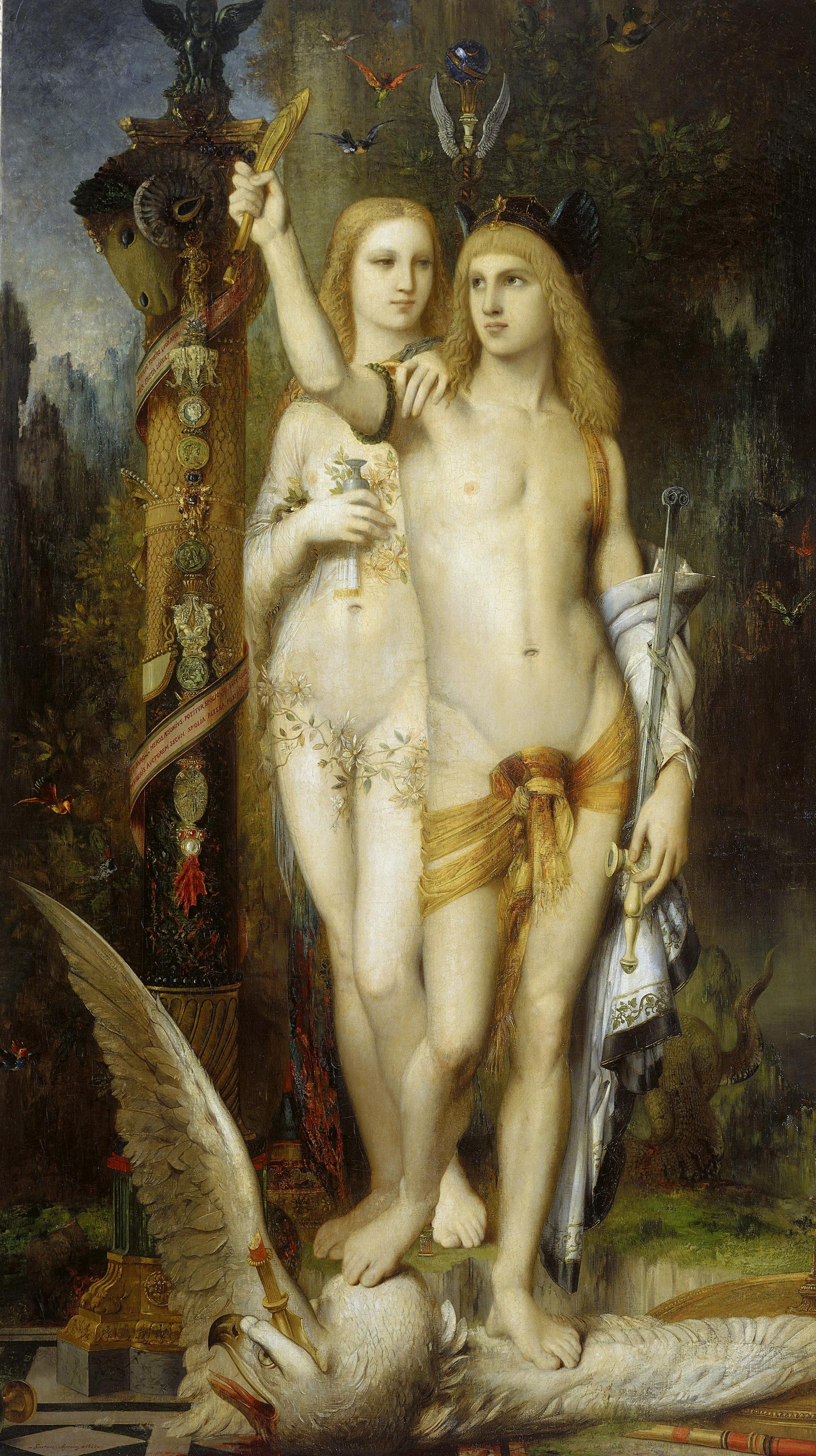
Giasone e Medea.
Dipinto (olio su tela) di Gustave Moreau (1865).
Conservato al Musée d'Orsay di Parigi

Giasone arrivò nella Colchide (sull'attuale costa georgiana del Mar Nero), dopo aver risalito il fiume Fasi ed aver stabilito la nave e l'equipaggio in un canneto, per conquistare il vello d'oro, che il re Eeta aveva ricevuto da Frisso. Eeta promise di darlo a Giasone a patto di superare tre prove, ma una volta saputo di cosa si trattava Giasone si disperò. Era ne parlò con Afrodite, la quale chiese al figlio Eros di far innamorare di Giasone la figlia di Eeta, Medea, così da aiutarlo.

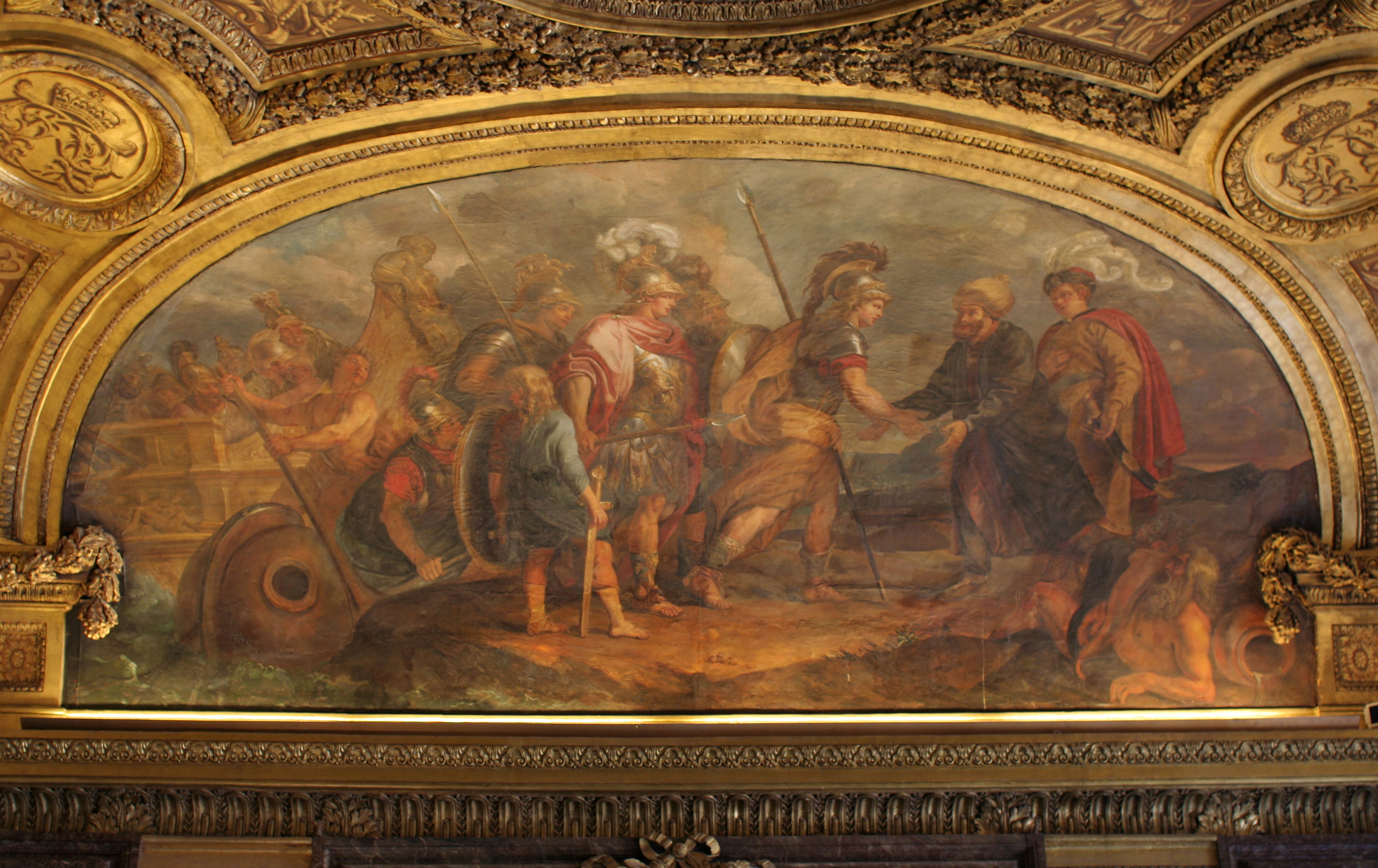
Giasone e gli Argonauti incontrano Eete (il secondo a destra), Charles de La Fosse, Reggia di Versailles.

Nella prima Giasone doveva arare un campo facendo uso di due tori dalle unghie di bronzo che spiravano fiamme dalle narici e che doveva aggiogare all'aratro. Medea gli diede una speciale lozione che lo protesse dalle fiamme dei tori, consentendogli di superare la prova.

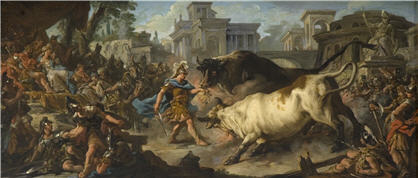
Giasone che doma i tori della Colchide in un dipinto di Jean-François de Troy

Nella seconda Giasone doveva seminare nel campo appena arato i denti di un drago, i quali, germogliando, generavano un'armata di guerrieri. Ancora una volta Medea istruì Giasone su come poteva fare per avere la meglio: egli lanciò un sasso in mezzo ai guerrieri che, incapaci di capirne la provenienza, si attaccarono tra di loro annientandosi.

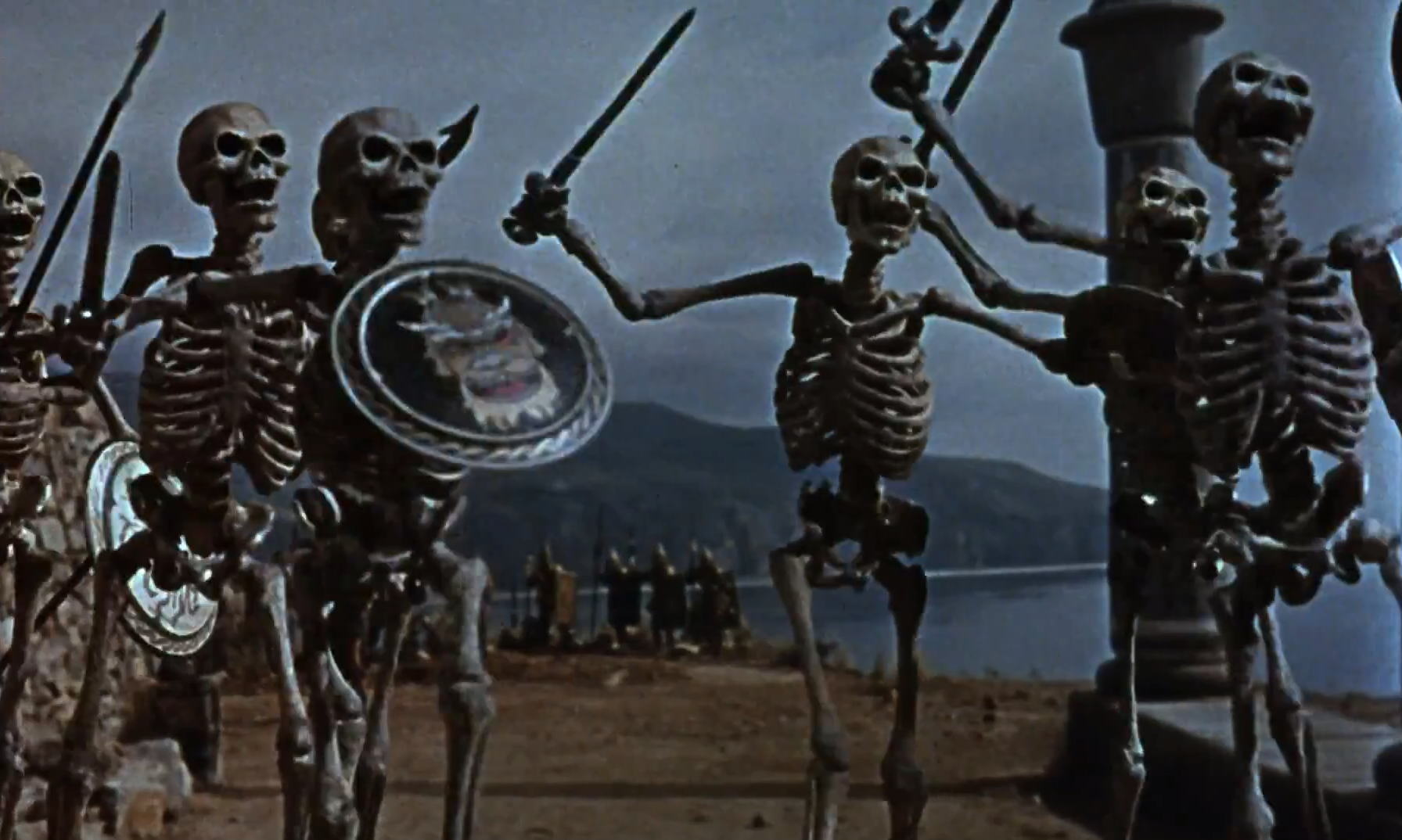
Scena de Gli Argonauti dove Giasone affronta i guerrieri scheletrici nati dalla semina dei denti di drago.

Nella terza Giasone doveva sconfiggere il gigantesco drago insonne che era a guardia del vello d'oro. La bestia mise in seria difficoltà l'eroe che schivava i suoi colpi ed il soffio di fuoco mortale ricambiando con micidiali fendenti di spada: infatti Giasone non voleva fare altro che stancare e ferire la bestia quel tanto per potersi avvicinare. Gli spruzzò una pozione ricavata da alcune erbe, datagli sempre da Medea: il drago si addormentò ed egli poté conquistare il vello d'oro.

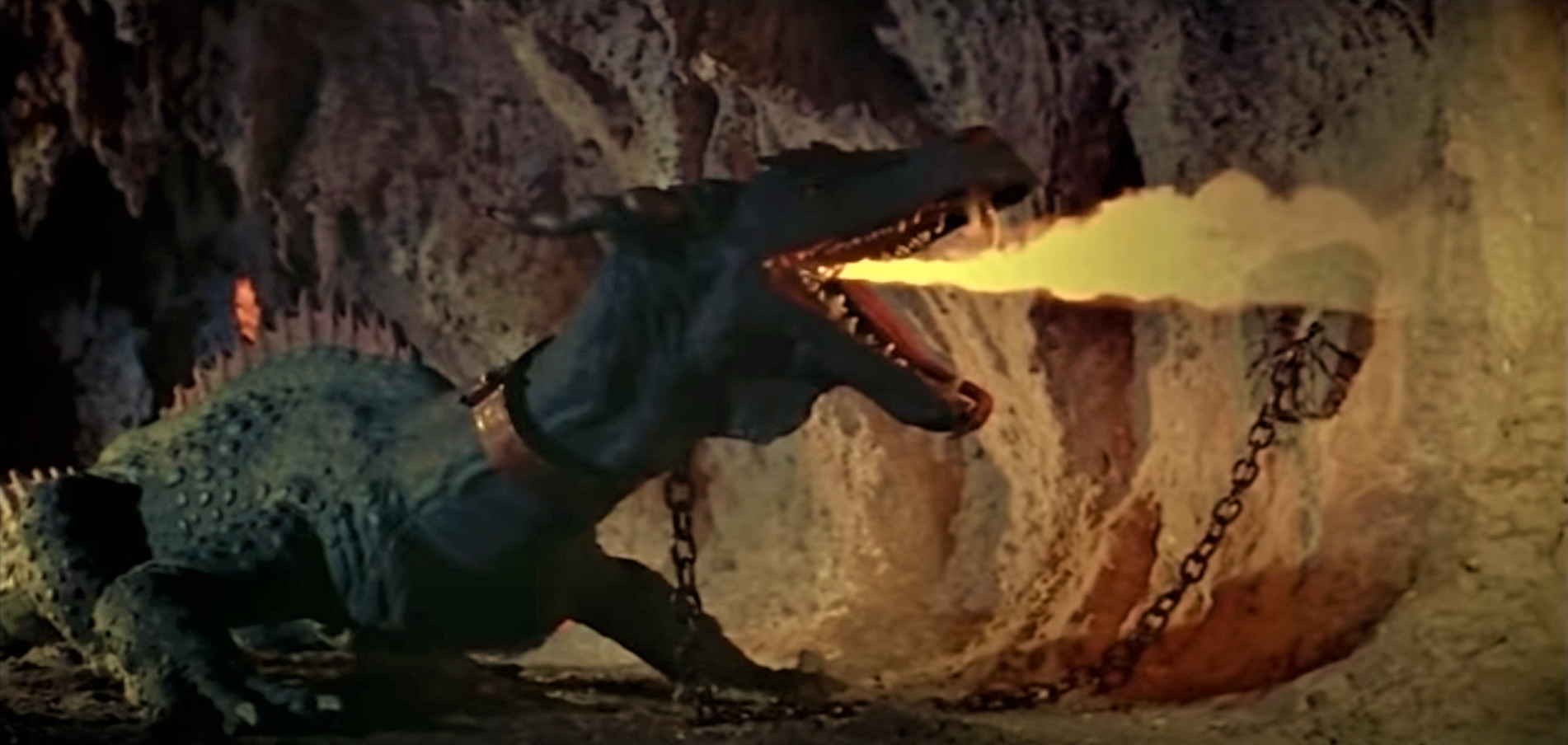
Il drago a guardia del Vello d'Oro era enorme, lungo quanto tre navi, con quattro grossi arti e una grande cresta quasi fosse un'enorme e terrificante lucertola sputafuoco.

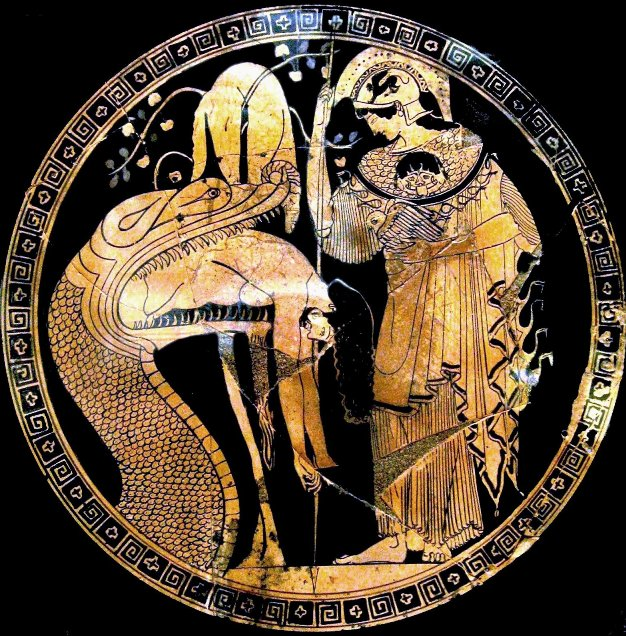
Giasone viene rigurgitato dal drago che è a guardia del vello d'oro (appeso all'albero); Atena è sulla destra.
Ceramica a figure rosse su fondo nero di Duride del 480-470 a.C., da Cerveteri (Etruria).
Conservata ai Musei vaticani.

Giasone scappò con l'Argo insieme a Medea, che aveva rapito il fratellino Apsirto. Inseguiti da Eeta, Medea uccise il fratello, lo fece a pezzi e lo gettò in acqua: Eeta si fermò a raccoglierli, perdendo di vista la Argo.

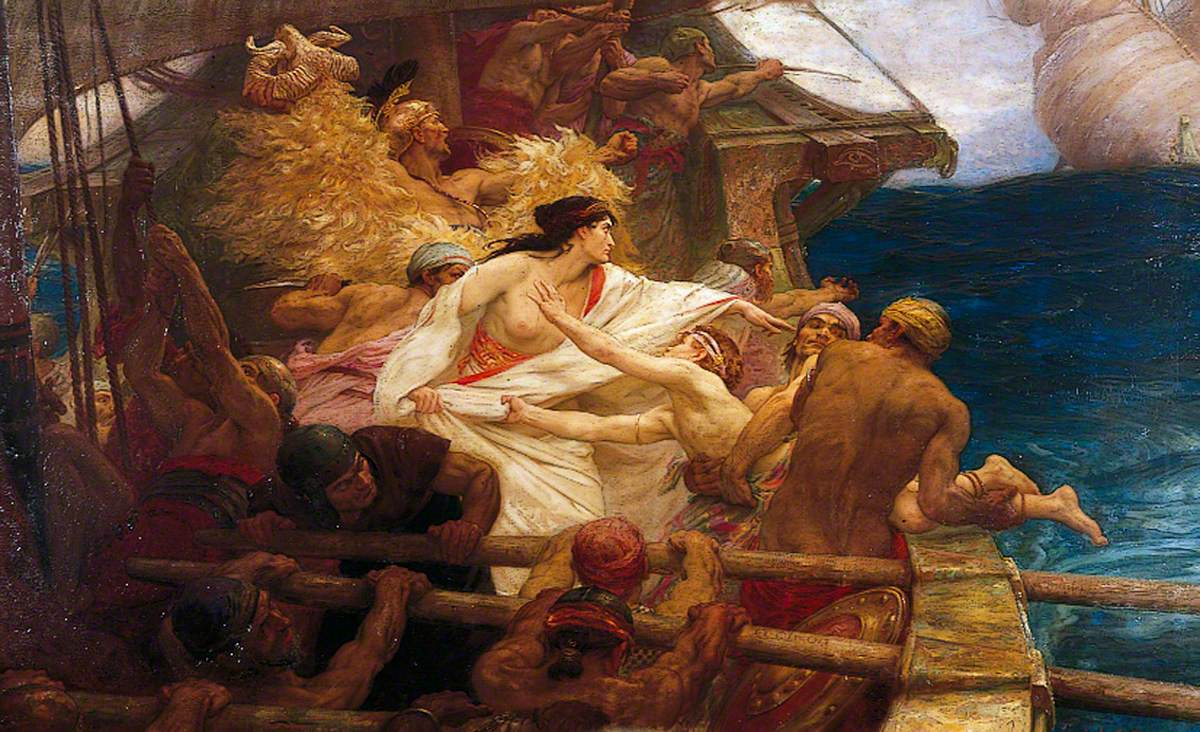
The Golden Fleece di Herbert James Draper (1904), dove Giasone e Medea uccidono Apsirto.

### Viaggio di ritorno
Sulla via del ritorno Medea profetizzò ad Eufemo, timoniere dell'Argo, che egli un giorno avrebbe regnato sulla Libia, cosa che si verificò attraverso un suo discendente, Battus.

#### Fuori dalle mappe

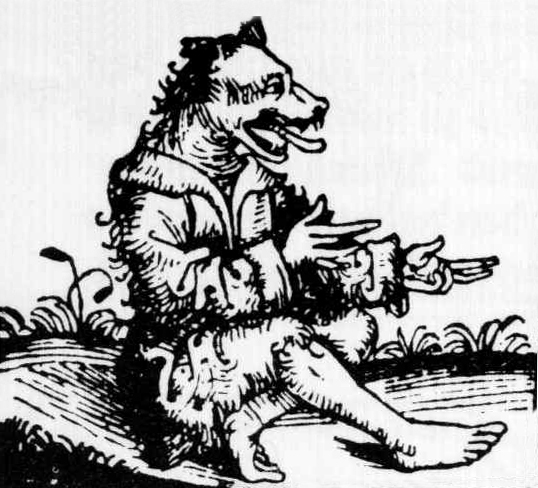
Cinocefalo

Zeus, per punirli dell'uccisione di Apsirto, inviò una serie di tempeste che mandarono fuori rotta l'Argo: quest'ultima parlò e disse che dovevano purificarsi recandosi da Circe, una ninfa che viveva sull'isola di Eea. Per evitare d'essere circondati da una flotta nemica e riattraversare il pericoloso stretto dei Dardanelli, Giasone decise di raggiungere l'isola di Circe seguendo un periglioso percorso risalendo il Danubio (lungo le sponde del quale, sorpresi, dovettero combattere contro dei feroci cinocefali) ed i suoi affluenti sino al Mare Adriatico e da li al fiume Po sino al Mar Tirreno e, quindi, all'isola di Eea. Una volta purificati dalla ninfa, gli Argonauti ripresero il viaggio verso casa che tuttavia si rivelò ricco di ostacoli e insidie.

#### Mostri marini e Sirene
Chirone aveva raccontato a Giasone che senza l'aiuto di Orfeo gli Argonauti non sarebbero riusciti a superare il luogo abitato dalle sirene, le stesse incontrate da Ulisse. Le Sirene vivevano su tre piccoli isolotti rocciosi e cantavano bellissime melodie che attiravano i naviganti, facendoli schiantare contro gli scogli. Appena Orfeo sentì le loro voci prese la lira e suonò delle melodie ancora più belle e più forti di quelle delle sirene, surclassandole. 
Ma ancora più terribile sarebbe stato il superamento dello stretto presidiato da Scilla e Cariddi: Scilla era un agitatissimo serpente di mare gigante a sei teste, mentre il roccioso Cariddi risucchiava e rigettava acqua senza posa, in modo che le navi perdessero il controllo e finissero dritte tra le bocche di Scilla. Anche all'imponente Argo accadde lo stesso, due teste del mostro seminarono il panico tra i naviganti, ma per fortuna Giasone con un colpo fulmineo di spada fece ritrarre la prima testa ferita ad un occhio, mentre la seconda stritolata dalle braccia di Telamone venne allontanata dai colpi d'ali dei figli di Borea, i quali, poi, aggrappandosi al timone allo stesso modo allontanarono la mitica nave dallo stretto.

#### Un breve riposo
L'Argo aveva un ingente bisogno di riparazioni a seguito del superamento del pericoloso stretto che, inoltre, era costato la vita a tre dei valorosi argonauti, uno dei quali era proprio il secondogenito dei figli di Frisso che si erano imbarcati come naufraghi poco prima dell'arrivo in Colchide. Fortunatamente per Giasone e i suoi il fato aveva decretato che avrebbero attraccato sulle coste dell'isola dei Feaci (l'odierna Corfù).
Gli Argonauti vennero accolti con tutti gli onori alla corte di Alcinoo, il quale ospitò per un mese gli eroi offrendo loro banchetti, giochi, doni e provviste per il resto del viaggio. Tuttavia vennero raggiunti da una delegazione proveniente dalla Colchide che intendeva riportare Medea a casa. Il saggio e giusto sovrano acconsentì a patto che la giovane donna fosse ancora vergine e nubile. Dopo aver seguito il discorso la moglie del sovrano Arete avvisò subito i due ospiti innamorati che organizzarono un rapido matrimonio nelle caverne dell'isola suggellando così il loro amore e mantenendo la loro promessa.

#### Bloccati nella Sirte

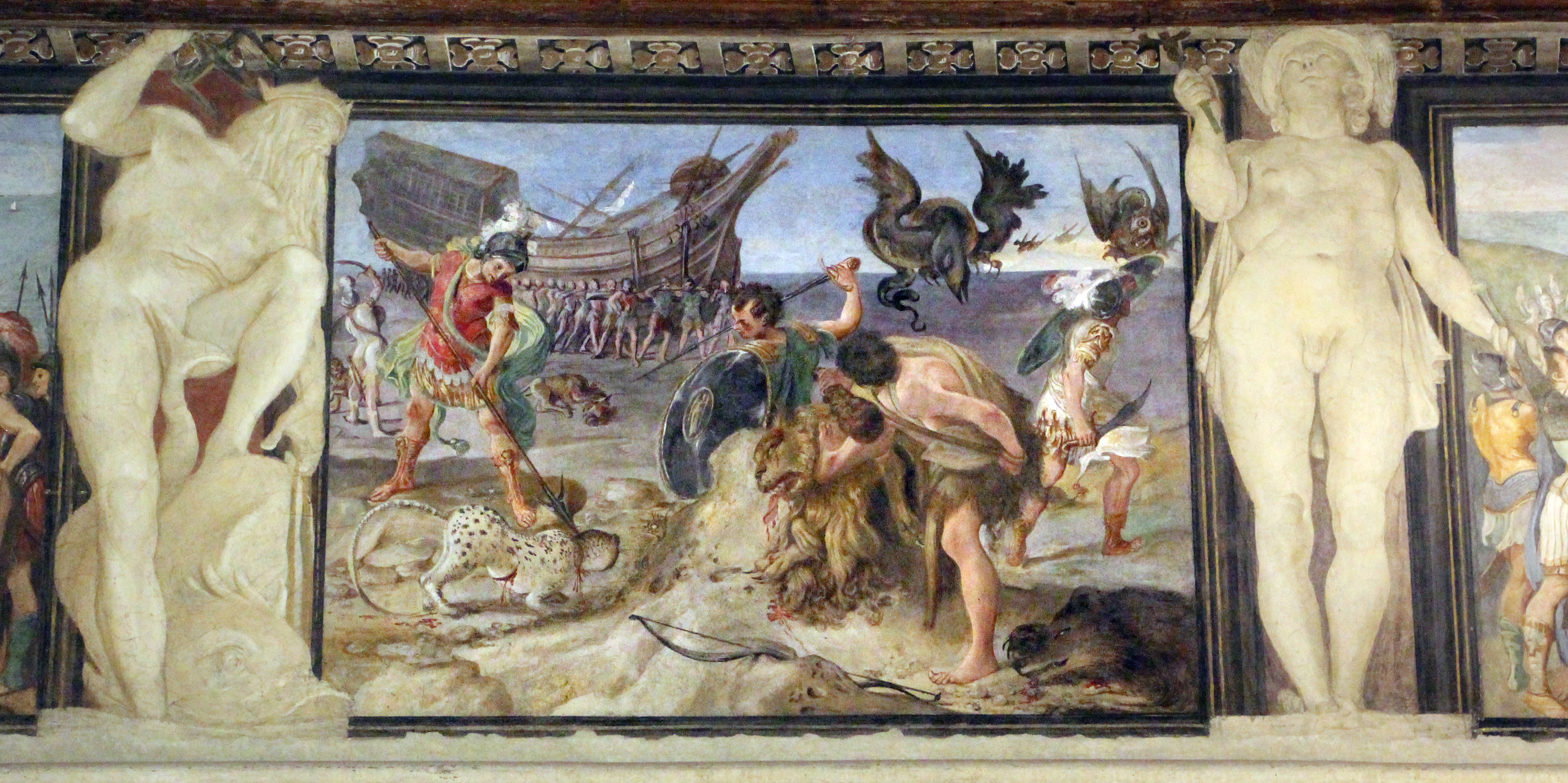
Il trasporto della nave Argo attraverso il deserto libico come mostrato nell'affresco di Annibale Carracci (1584).

Dopo essere riusciti a vincere in astuzia i delegati di Eeta, gli Argonauti ripresero il mare sapendo di essere ad un passo dal traguardo, tuttavia poco dopo aver scorto le coste dell'isola greca di Leucade, una tremenda tempesta sul mare li portò, ancora una volta, fuori rotta. Le onde e venti erano così forti e impetuosi che la nave Argo si ritrovò incagliata e bloccata tra le sabbie della Sirte (nell'attuale Tunisia). Fortunatamente Giasone e i suoi uomini non si dettero per vinti e, sotto consiglio delle tre eroine di Libia, trasportarono sulle spalle per 12 giorni la mitica imbarcazione, sino al lago Tritonide. Lungo il tragitto il profeta Mopso venne ucciso da un serpente velenoso dopo averlo urtato involontariamente; bestia solitaria e pigra, eppure in grado di avvelenare tre buoi con un sol morso.

#### La valle delle Esperidi

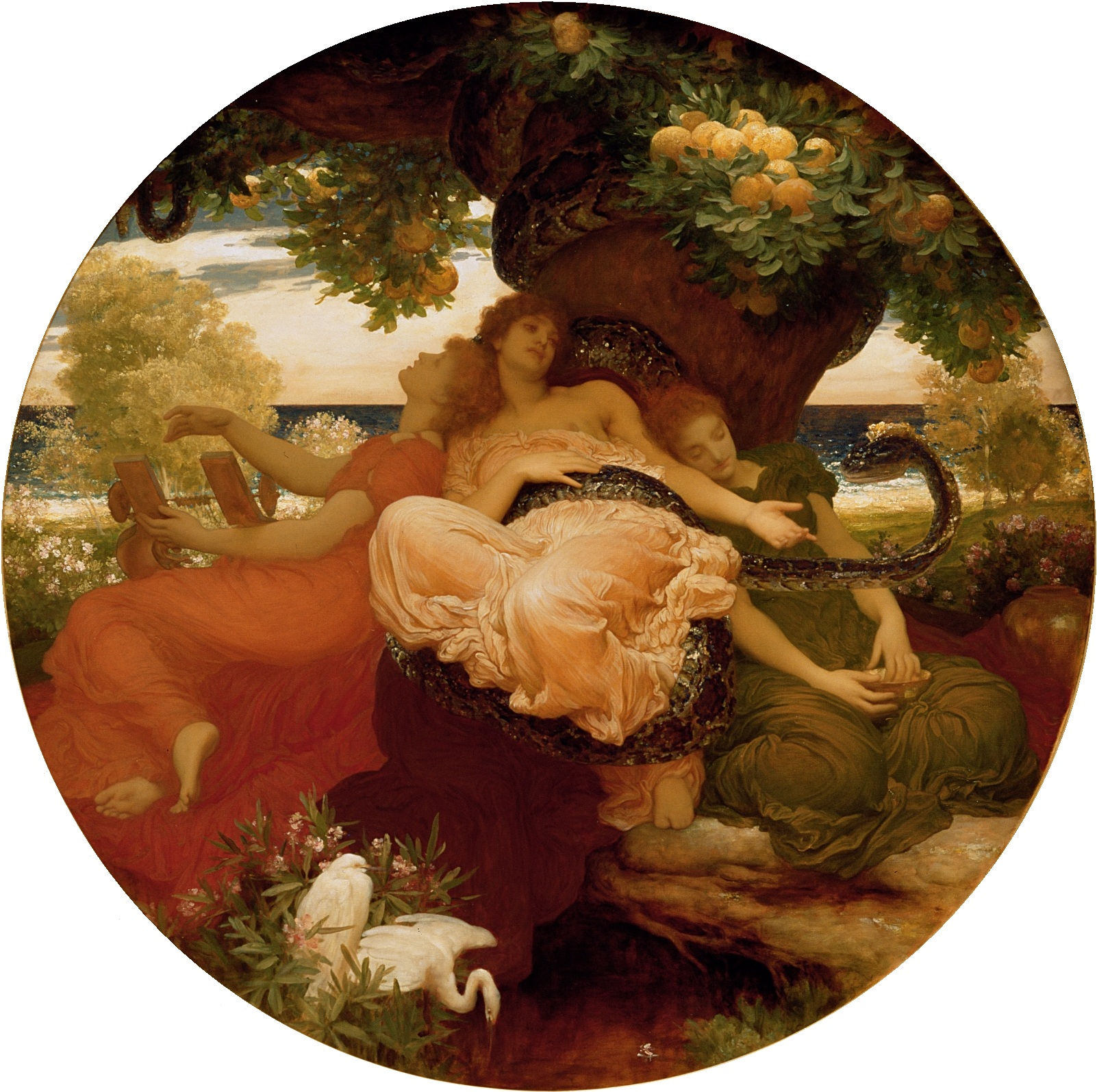
Il giardino delle Esperidi (1892) di Frederick Leighton

Durante quella lunga traversata del deserto gli eroi avevano quasi consumato tutte le scorte di cibo ed acqua, ma arrivati al lago scorsero la valle delle Esperidi e la pianura delle mele d’oro vegliate dal temibile drago Ladone (che fece ricordare ai due novelli sposi la pericolosa bestia a guardia del vello). Le custodi Esperidi che di solito cantavano, piangevano: Eracle era appena partito dopo aver ingannato il loro povero padre Atlante che, sperando invano nella libertà, aveva preso i pomi d'oro per poi essere tradito. Gli Argonauti confortarono le tre giovani che come segno di riconoscenza permisero agli Argonauti di approfittare dei frutti della valle. Giasone e i suoi cercarono invano di raggiungere il vecchio amico Eracle: solo Linceo con la sua incredibile vista riuscì a scorgerlo ormai troppo lontano! Prima di riuscire, con l'aiuto del dio Tritone, a riprendere il mare tramite un passaggio che collegò temporaneamente il lago Tritonide al Mediterraneo, Canto venne ucciso mentre cercava di rubare delle pecore dal pastore Cafauro, venendo poi subito vendicato dai suoi compagni (attirando su di loro l'ira del dio Apollo).

#### Talo

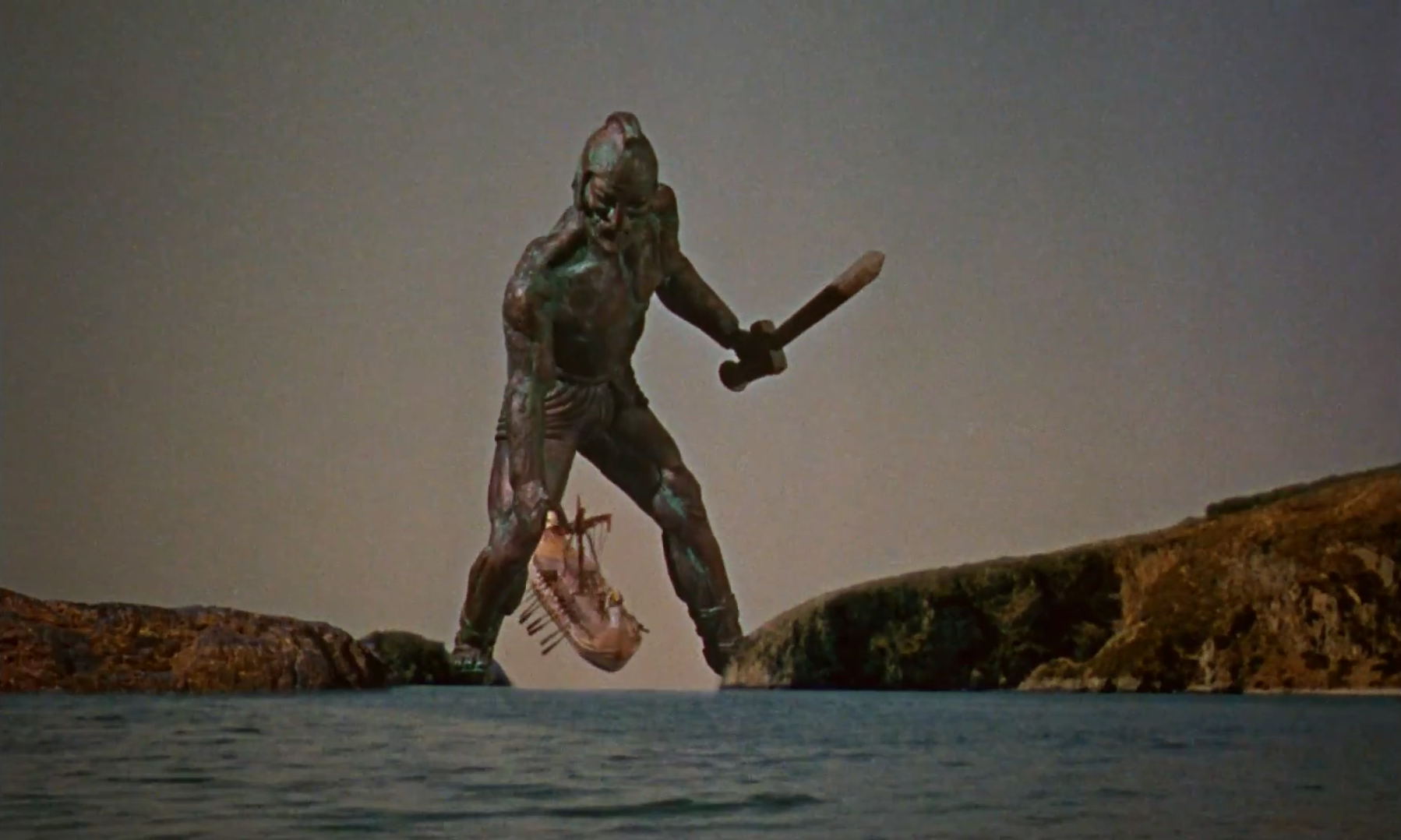
Il gigante di bronzo Talo (vero e proprio automa) come rappresentato nel film Gli Argonauti del 1963

La Argo arrivò quindi nell'isola di Creta, protetta dal gigante di bronzo Talo: un gigantesco automa di bronzo protettore dell'Isola sacra agli Dei. Talo era stato incaricato da Minosse di sorvegliare l'isola, mettendo in fuga i nemici che tentavano di sbarcarvi, o di fermare i cittadini senza il consenso del re. Quando la nave cercava di avvicinarsi, Talo scagliava enormi sassi, tenendola alla larga. Purtroppo uno di questi enormi massi sfiorarono la fiancata della nave, facendo cadere in mare il povero Dascilo che vi morì annegato. Il gigante aveva una vena che partiva dal collo e arrivava alla caviglia, tenuta chiusa da un chiodo di bronzo. Medea gli fece un incantesimo: Talo impazzì e Giasone, giunto a riva assieme al cugino Acasto, al coraggioso Peante e a Filottete, rimosse il chiodo, facendogli fuoriuscire l'unica vena, e il gigante morì dissanguato. L'Argo poté riprendere il suo cammino.

#### L'ultima tappa
Recuperato in mare il corpo del compagno caduto gli Argonauti ripresero la navigazione, che tuttavia si rivelò molto difficile: era infatti dalla partenza dal lago tritonide che il dio Apollo suscitava venti contrari in quanto alcuni degli eroi si erano macchiato della colpa d'aver ucciso uno dei suoi figli più cari.
Approdati a stento sulle coste dell'isola di Egina, Giasone ne approfittò per rifornirsi d'acqua dolce e dare degna sepoltura al corpo del povero Dascilo, senza il quale il viaggio nel Mar Nero sarebbe stato molto più complicato e pericoloso. Lo stesso Argo di Tespi si occupò del rito e dell'organizzazione dei giochi in suo onore come se fosse stato un suo figlio e per tutti fu un grosso lutto.
Con una degna supplica al dio Apollo, alla fine, Giasone e gli Argonauti conclusero il loro viaggio dopo soli cinque giorni di navigazione accompagnati da una leggera brezza e bel tempo.

#### Il ritorno

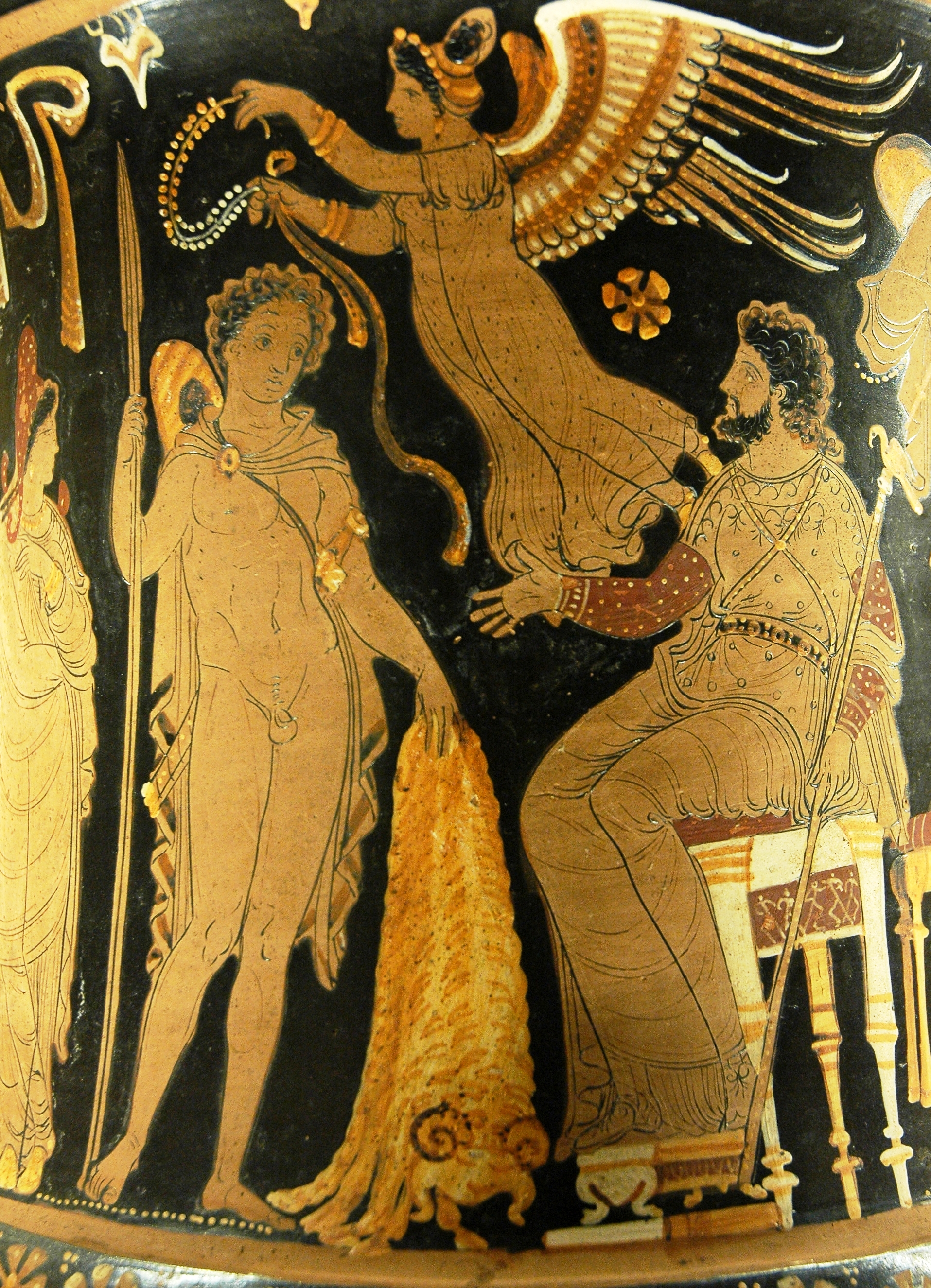
Giasone porta a Pelia il vello d'oro mentre la Vittoria alata si accinge ad incoronarlo.
Lato A di un cratere (vaso a bocca larga in cui i greci e i romani mescolavano l'acqua e il vino da servire nei banchetti) pugliese a figure rosse su fondo nero del 340 a.C.–330 a.C.
Conservato al Louvre.

Nonostante la riuscita della spedizione e la conquista del mitico vello d'oro il crudele e vile Pelia non mantenne la parola data e, assecondato dal figlio Acasto, attese che la nave Argo venisse portata in secca e che gli eroi tornassero alle loro terre dopo onori e feste prima di negare a Giasone il trono del suo regno che gli spettava di diritto.
Medea, usando i suoi poteri magici, convinse le figlie di Pelia che lei era in grado di ringiovanirne il padre tagliandolo a pezzi e bollendolo in un calderone pieno di acqua e erbe magiche. Per dimostrare le sue capacità, Medea operò questa magia su un agnello, che saltò fuori dal calderone. Le ragazze, molto ingenuamente, fecero a pezzi il padre, mettendolo nel calderone e condannandolo così alla morte, dal momento che Medea non aggiunse le erbe magiche. Il figlio di Pelia, Acasto, mandò in esilio Giasone (che nel frattempo si era rimpossessato del vello) e Medea per l'uccisione del padre e i due si stabilirono a Corinto.

### Le avventure successive
Sebbene nessun avvenimento successivo fu altrettanto straordinario (e altrettanto lungo o pericoloso), Giasone avrebbe partecipato ancora ad alcune avventure e battaglie degne di nota prima della fine dei suoi giorni.

#### Aiutando i figli di Frisso
Giasone aveva promesso ai figli di Frisso di ricondurli nella terra natia del loro padre se avessero contribuito alla spedizione, patto che effettivamente mantennero (uno dei fratelli venne addirittura ucciso da Scilla difendendo la nave Argo durante il viaggio di ritorno) e l'eroe mantenne la parola data. Partito con loro da Corinto assieme a un piccolo gruppo di amici ed il suo mitico vello, giunsero nei pressi del grande lago di Beozia, dove vennero attaccati da due serpenti marini.

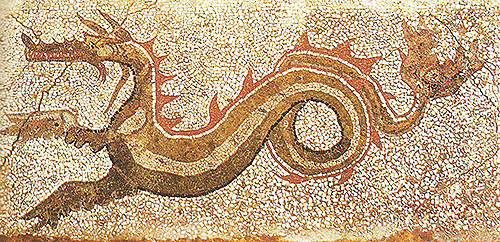
Mosaico del III secolo a.C., raffigurante il classico serpente marino della mitologia greca dotato di due pinne anteriori.

Giasone ne uccise uno e mise in fuga il secondo ferendolo ad una pinna poco prima di essere raggiunto da Eracle che era di ritorno dalla sua undicesima fatica e si era da poco vendicato dei due figli di Borea (Calaide e Zete) rei d'averlo abbandonato in Misia durante la ricerca del mitico vello. Assieme all'eroico semidio superarono il lago e reinsediarono sul trono di Orcomeno i figli di Frisso che alfine decisero di instaurarvi una Oligarchia assieme ai loro fratellastri.

#### Amazzonomachia

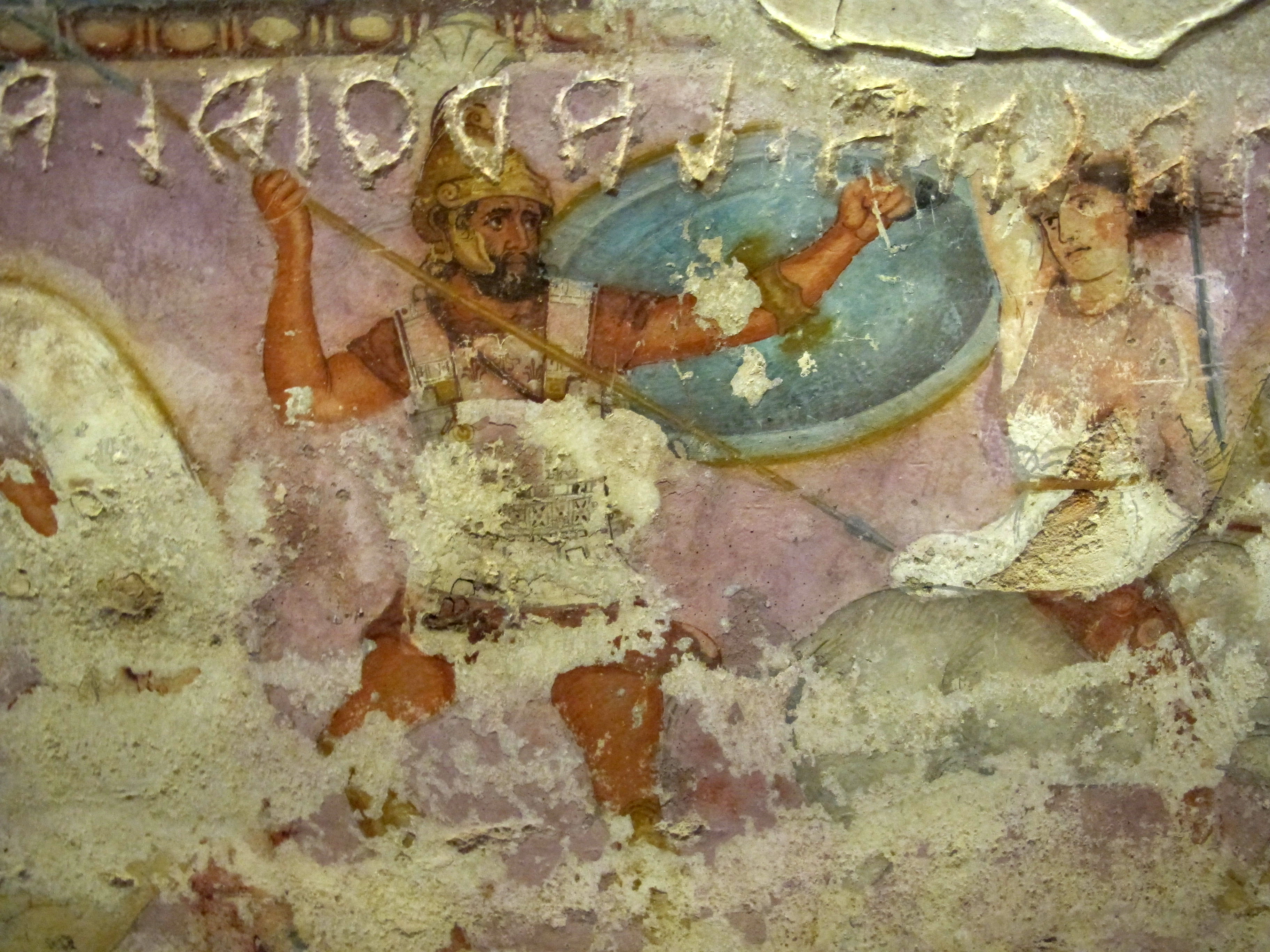
Un Greco (forse Giasone) affronta in battaglia un'amazzone; dettaglio da un sarcofago dipinto trovato in Italia (Tarquinia), 350–325 a.C.

Tornato da poco a Corinto, Giasone venne a sapere che Atene era stata cinta d'assedio dalle Amazzoni che avevano un conto in sospeso con Teseo, il quale, aiutando in passato Eracle ad impossessarsi della cintura di Ippolita, non solo si era reso colpevole di aver ucciso la regina ed altre guerriere: aveva persino rapito e sposata la figlia di questi. Nonostante tutto, Giasone decise di venire in aiuto del suo amico e collega ex Argonauta assieme a guerrieri scelti corinzi indossando il Vello d'Oro che lo rendeva virtualmente invulnerabile e immune a veleni o malattie. Nel campo di battaglia Giasone si dimostrò un guerriero formidabile, tanto da affrontare e sconfiggere la regina amazzone Ortizia.

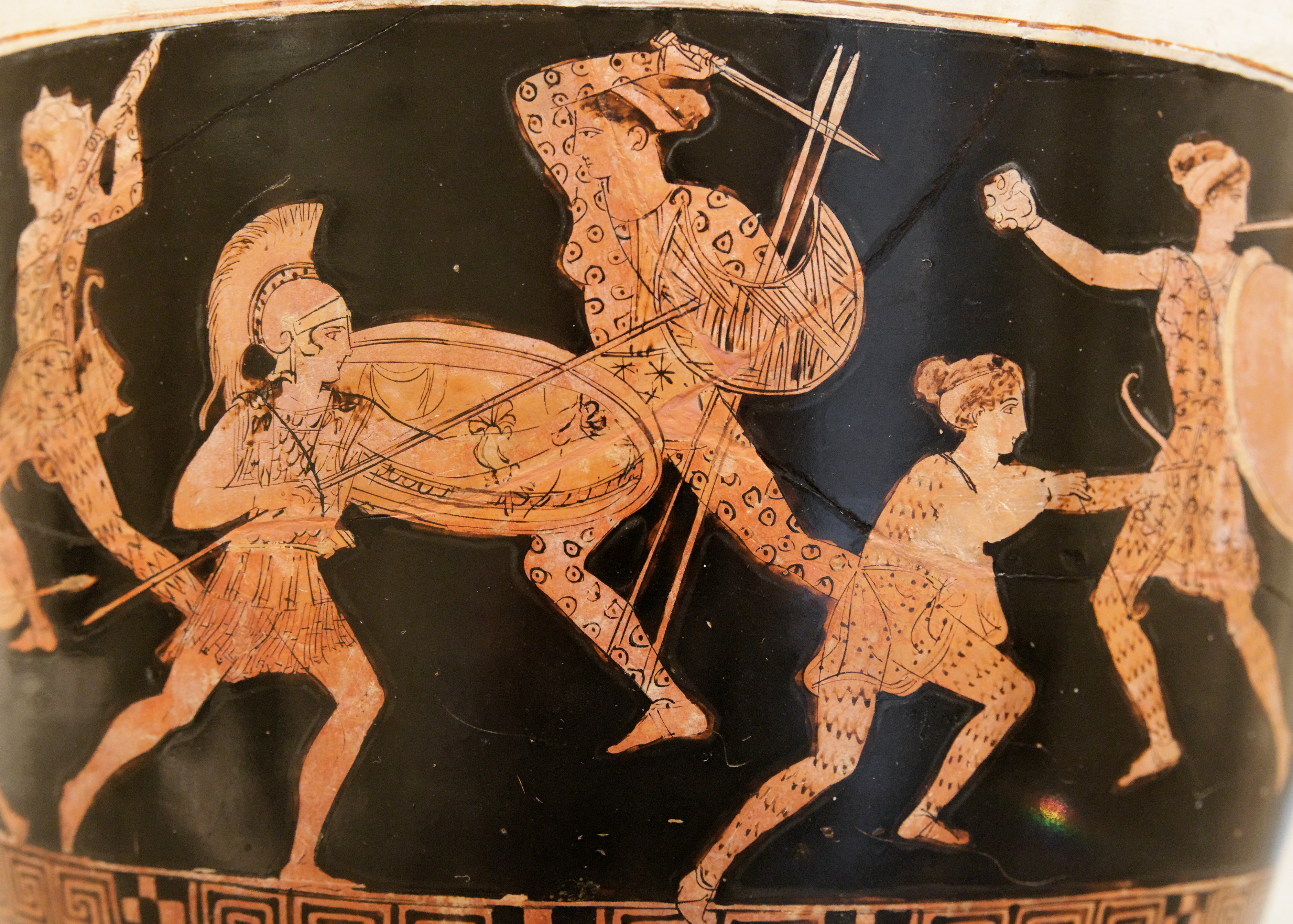
Lekythos, amazzonomachia sul fregio inferiore, secondo alcuni studiosi rappresenta Molpadia che ferisce a morte Antiope trapassando scudo e armatura con la lancia. 420 circa a.C., New York, Metropolitan Museum of Art.

Nonostante la vittoria non vi furono feste, banchetti o canti per gli Achei vittoriosi: il numero dei guerrieri morti in battaglia superava di gran lunga quello del loro cordoglio, e ancora peggio la amazzone moglie di Teseo, Antiope, era morta in battaglia lasciandolo solo con un figlio di undici anni. Giasone aveva tentato di usare il suo Vello per salvarla, ma quando glielo posò sopra la guerriera era appena morta con sommo dolore del marito.

#### La caccia al cinghiale calidonio

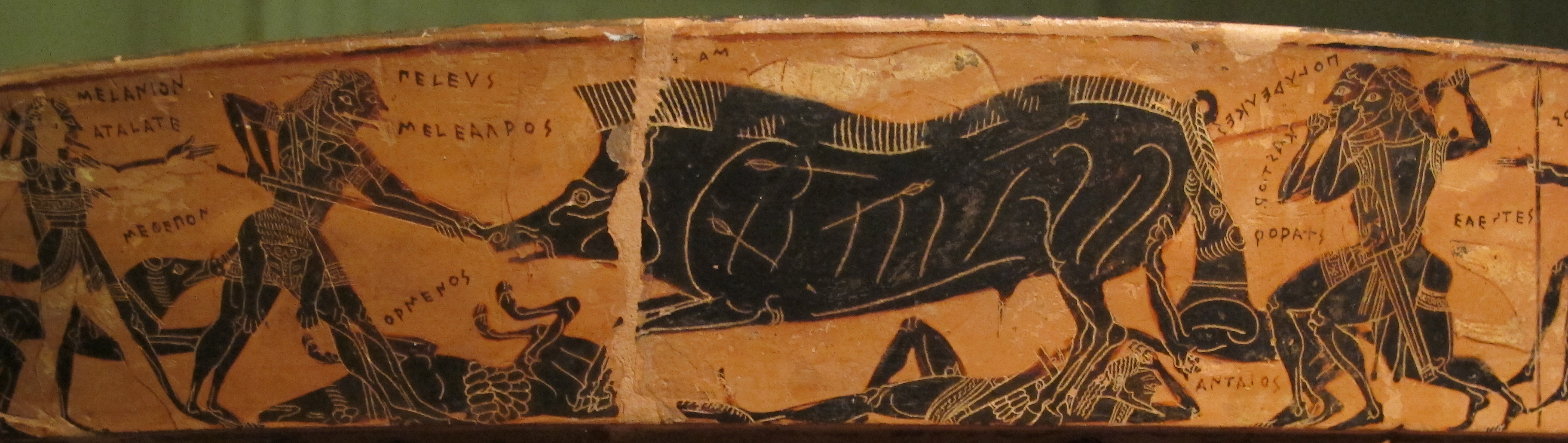
La caccia al mostruoso cinghiale calidonio così come viene rappresentata nel celebre vaso François, 570 a.C.

Giasone fu uno dei valorosi eroi che presero parte alla caccia al mostruoso e gigantesco cinghiale di Calidone (assieme alla maggior parte degli eroi argonauti sopravvissuti).
Erano passati circa cinque anni dalla spedizione per il vello e Giasone era ormai, assieme a Teseo, il più famoso eroe greco dopo il solo semidivino Eracle quando ricevette da Oineo la richiesta di unirsi ad altri eroi per uccidere il cinghiale calidonio, enorme bestia che infestava la regione aggredendo persone e deturpando campi coltivati e vigneti. La caccia fu lunga e complicata, il terribile suino si dimostrò un degno avversario uccidendo il povero Enesimo, poi si scagliò ferocemente in mezzo ai cacciatori che cercarono di ferirlo. Il giovane Nestore trovò scampo a fatica salendo su un albero mentre Giasone lanciò il proprio giavellotto mancando il bersaglio (lo ferì solo marginalmente al fianco sinistro). 
Telamone in seguito scagliò la lancia contro la bestia ma colpì accidentalmente il cognato Euritione, uccidendolo mentre stava tentando di scagliare i suoi giavellotti. Peleo e Telamone rischiarono di essere caricati dalla belva che per fortuna fu colpita ad un orecchio e all'occhio da una freccia di Atalanta e fuggì. Purtroppo perì anche Anceo che, spintosi troppo avanti per dare un colpo d'ascia al cinghiale, venne lacerato dalle zanne della bestia e anche Ileo venne ucciso e con lui molti dei suoi cani da caccia. Stremato dalla grave ferita alla fine il cinghiale venne ucciso da Meleagro che donò la testa del mostro come trofeo ad Atalanta, ammaliato dalla sua bellezza e bravura nella caccia dai tempi della ricerca del Vello d'oro.

#### Il tradimento di Giasone e la sua morte
A Corinto, Giasone si innamorò di Glauce (citata anche come Creusa) figlia del re Creonte e la sposò. Quando Medea gli rinfacciò la sua ingratitudine, Giasone replicò che non era lei che doveva ringraziare bensì Afrodite che l'aveva fatta innamorare di lui.
Inferocita con Giasone per essere venuto meno alla promessa di amore eterno, Medea si vendicò dando a Glauce un vestito incantato come dono di nozze e che prese fuoco facendola morire insieme al padre accorso in suo aiuto e uccidendo, inoltre, Mermero e Fere, i due figli che la stessa Medea aveva avuto da Giasone.
Quando quest'ultimo venne a saperlo, Medea era già andata via, in volo verso Atene su un carro mandatole dal nonno, il dio del sole Elio.
In seguito Giasone con l'aiuto di Peleo (il padre di Achille), attaccò e sconfisse Acasto, riconquistando il trono di Iolco.
Avendo disatteso la promessa di fedeltà fatta a Medea, Giasone perse i favori della dea Era e morì solo ed infelice. Mentre dormiva a poppa della ormai fatiscente Argo, rimase ucciso all'istante da un suo cedimento: fu questa la maledizione degli dei per essere venuto meno alla parola data. Secondo una variante l'eroe morì di crepacuore dopo aver appreso la notizia dell'uccisione dei figlioletti.

## Letteratura classica

### Poemi epici
Sebbene alcuni degli episodi della storia di Giasone risalgano a vecchie leggende, l'opera principale legata a tale personaggio è il poema epico Le Argonautiche di Apollonio Rodio, scritto ad Alessandria nel III secolo a.C.
Un'altra Argonautica è stata scritta in latino da Gaio Valerio Flacco nel I d.C. ed è composta da otto volumi. Il poema si interrompe bruscamente con la richiesta di Medea di accompagnare Giasone nel suo viaggio di ritorno. Non è noto se una parte del poema epico sia andato perduto o se non sia mai stato finito.
Una terza versione è l'Argonautica Orphica, che evidenzia il ruolo di Orfeo nella storia.

### Giasone nella letteratura postclassica
Dante Alighieri menziona brevemente Giasone nel XVIII canto della Divina Commedia, dove viene collocato nell'ottavo cerchio dell'inferno (quello dei fraudolenti) e più precisamente nella prima bolgia (quella dei ruffiani e seduttori) per aver sedotto e abbandonato prima Issipile e poi Medea, costretto, come tutti gli altri che espiano la sua stessa colpa, a correre nudo sotto le sferzate dei demoni.
Lo stesso Dante menziona nuovamente Giasone nel canto II del Paradiso paragonando l'eccezionale impresa per conquistare il vello d'oro alla propria impresa poetica. Lo ricorderà, ancora una volta, alla fine della terza cantica (Par: XXXIII), per sottolineare lo stupore e la dimenticanza che l'esperienza mistica ingenera in Dante attraverso la visione di Dio, le quali superano addirittura quelle provocate dalla mitica impresa dagli Argonauti.
Vincenzo Monti inaugura il suo 'inno al sig. di Montgolfier' con un peana a Giasone e agli Argonauti paragonando l'audacia delle due imprese, una di navigazione e l'altra di volo.

### Tragedia
La storia della vendetta di Medea su Giasone è narrata da Euripide nella sua tragedia Medea e nell'omonima opera di Seneca. Non ci è pervenuta una tragedia con lo stesso titolo composta da Ovidio.

## Teatro
- Ubaldo Mari, Giasoneide, o sia la Conquista del Vello d'Oro (Livorno, 1780)

## Musica
Il musicista italiano Francesco Cavalli compose il dramma Il Giasone su libretto di Giacinto Andrea Cicognini rappresentato per la prima volta a Venezia nel 1649.

## Cinema
Il mito di Giasone e degli Argonauti è stato raccontato più volte sul grande schermo, da I giganti della Tessaglia - Gli argonauti del 1960 diretto da Riccardo Freda a Gli Argonauti (titolo originale Jason and the Argonauts) del 1963 per la regia di Don Chaffey, a Medea del 1969 diretto da Pier Paolo Pasolini, a La cosa d'oro del 1972 diretto da Edgar Reitz, fino al film TV del 2000 Giasone e gli Argonauti per la regia di Nick Willing.